# خط عربي
ٱلْخَطُّ ٱلْعَرَبِيّ هو فن وتصميم الكتابة في مختلف اللغات التي تستعمل الحروف العربية. تتميز الكتابة العربية بكونها متصلة مما يجعلها قابلة لاكتساب أشكال هندسية مختلفة من خلال المد والرجع والاستدارة والتزوية والتشابك والتداخل والتركيب. يقترن فن الخط بالزخرفة العربية حيث يستعمل لتزيين المساجد والقصور، كما أنه يستعمل في تحلية المخطوطات والكتب وخاصة نسخ القرآن الكريم. وقد شهد هذا المجال إقبالا من الفنانين المسلمين بسبب نهي الإسلام عن تصوير البشر والحيوان خاصة في ما يتصل بالأماكن المقدسة والمصاحف.
تعددت آراء الباحثين حول الأصل الذي اشتق منه الخط العربي، وهي في مجملها تتمحور حول مصدري اشتقاق أساسيين، الأول: تبناه معظم مؤرخي العرب قديمًا ويقول بأنه مشتق من الخط المسند ، والذي عُرف منه أربعة أنواع هي الخط الصفوي نسبة إلى تلول الصفا، والخط الثمودي نسبة إلى ثمود سكان الحِجْر، والخط اللحياني نسبة إلى لحيان، والخط السبئي أو الحميري الذي وصل من اليمن في جنوب الجزيرة العربية إلى الحيرة ثم الأنبار ومنها إلى الحجاز غرب الجزيرة العربية  لم يستند القائلون بهذا الرأي على آثار مادية أو نقوش أثرية. الآخر: تبناه البحث العلمي الحديث ومعظم علماء اللُّغَوِيَّات العرب والمستشرقون ويقول بأن الخط العربي مُشتق من حلقة الخط الآرامي لا المسند، وقالوا أن الخط الفينيقي تولد منه الخط الآرامي ومنه تولد الهندي بأنواعه والفارسي القديم والعبري والمربع التدمري والسرياني والنبطي. وقالوا أن الخط العربي قسمان الأول: كوفي وهو مأخوذ من نوع من السرياني يقال له الأسطرنجيلي؛ الآخر: النسخي وهو مأخوذ من النبطي.
تلقى العرب الكتابة وهم على حالة من البداوة الشديدة، ولم يكن لديهم من أسباب الاستقرار ما يدعو إلى الابتكار في الخط الذي وصل إليهم، ولم يبلغ الخط عندهم مبلغ الفن إلا عندما أصبحت للعرب دولة تعددت فيها مراكز الثقافة، ونافست هذه المراكز بعضها بعضًا على نحو ما حدث في الكوفة والبصرة والشام ومصر فاتجه الفنان للخط يحسنه ويجوده ويبتكر أنواعاً جديدة منه. كان العرب يميلون إلى تسمية الخطوط بأسماء إقليمية لأنهم استجلبوها من عدة أقاليم فنسبوها إليها مثلما تنسب السلع إلى أماكنها، لذلك عرف الخط العربي قبل عصر النبوة بالنبطي والحيري والأنباري، لأنه جاء إلى بلاد العرب مع التجارة من هذه الأقاليم وعندما استقر الخط العربي في مكة والمدينة وبدأ ينتشر منها إلى جهات أخرى عرف باسميهما المكي والمدني. لم ينل الخط العربي قدرًا من التجديد والإتقان إلا في العراق والشام، وذلك بعد أن اتسعت رقعة الدولة الإسلامية في العصر الأموي ثم ورثتها الدولة العباسية، وفيهما نشطت حركة العمران فظهرت الكتابات على الآنية والتحف واعْتُني بكتابة المصاحف وزخرفتها.
كانت أقلام الخطوط في العصور الإسلامية المبكرة تسمى بمقاديرها كالثلث والنصف والثلثين، كما كانت تنسب إلى الأغراض التي كانت تؤديها كخط التوقيع أو تضاف إلى مخترعها كالرئاسي نسبة إلى مخترعه، ولم تعد الخطوط بعد ذلك تسمى بأسماء المدن إلا في القليل النادر. قام العرب والمسلمون بابتكار أنواع عديدة من الخطوط العربية، أشهرها: الخط الكوفي وهو أقدم الخطوط، وخط النسخ الذي استخدم في خط المصاحف، وخط الثلث وسُمي بذلك نسبة إلى سُمك القلم، وخط الرقعة وهو أكثر الخطوط العربية تداولًا واستعمالًا، وخط الديواني نسبة إلى دواوين السلاطين، والخط الفارسي نسبة إلى فارس.

## الخط والكتابة
الخط والكتابة تأتي بمعنى واحد. تُطلق الكتابة في الاصطلاح الخاص بالأدباء على صناعة الإنشاء، وفي اصطلاح الفقهاء يطلق على العقد بين السيد وعبده على مال يدفعه إليه فيُعْتَق بأدائه. والكتابة والكتب والكتاب مصادر كتب إذا خط بالقلم وضم وجمع وخاط وخرز، ويقال كتب قرطاسًا أي خط فيه حروفًا وضمها إلى بعضها، وكتب الكاتب أي جمعها. وقد شاع إطلاق الكتابة عرفًا على أعمال القلم باليد في تصوير الحروف ونقشها، وعلى نفس الحروف المكتوبة.
أما الخط فيعرف بكتابة الحروف العربية المفردة أو المركبة بقالب الحسن والجمال، حسب أصول الفن وقواعده التي وضعها كبار أرباب فن الخط. يقول القلقشندي في كتاب صبح الأعشى: «الخط ما تعرف منه صور الحروف المفردة، وأوضاعها وكيفية تركيبها خطًا». وقال ياقوت بن عبد الله الموصلي: «الخط هندسة روحانية ظهرت بآلة جسمانية، إن جَوَّدت قلمك جودت خطك، وإن أهملت قلمك أهملت خطك». يُعَرَّف الخط بعدة تعاريف، فقيل إنه علم يعرف به أحوال الحروف في وضعها وكيفية تركيبها في الكتابة، وقيل الخط آلة جسمانية تضعف بالترك وتقوى بالإدمان، وقيل أن الخط ملكة تنضبط بها حركة الأنامل بالقلم على قواعد مخصوصة.

## تاريخ الخط العربي

### نشأته

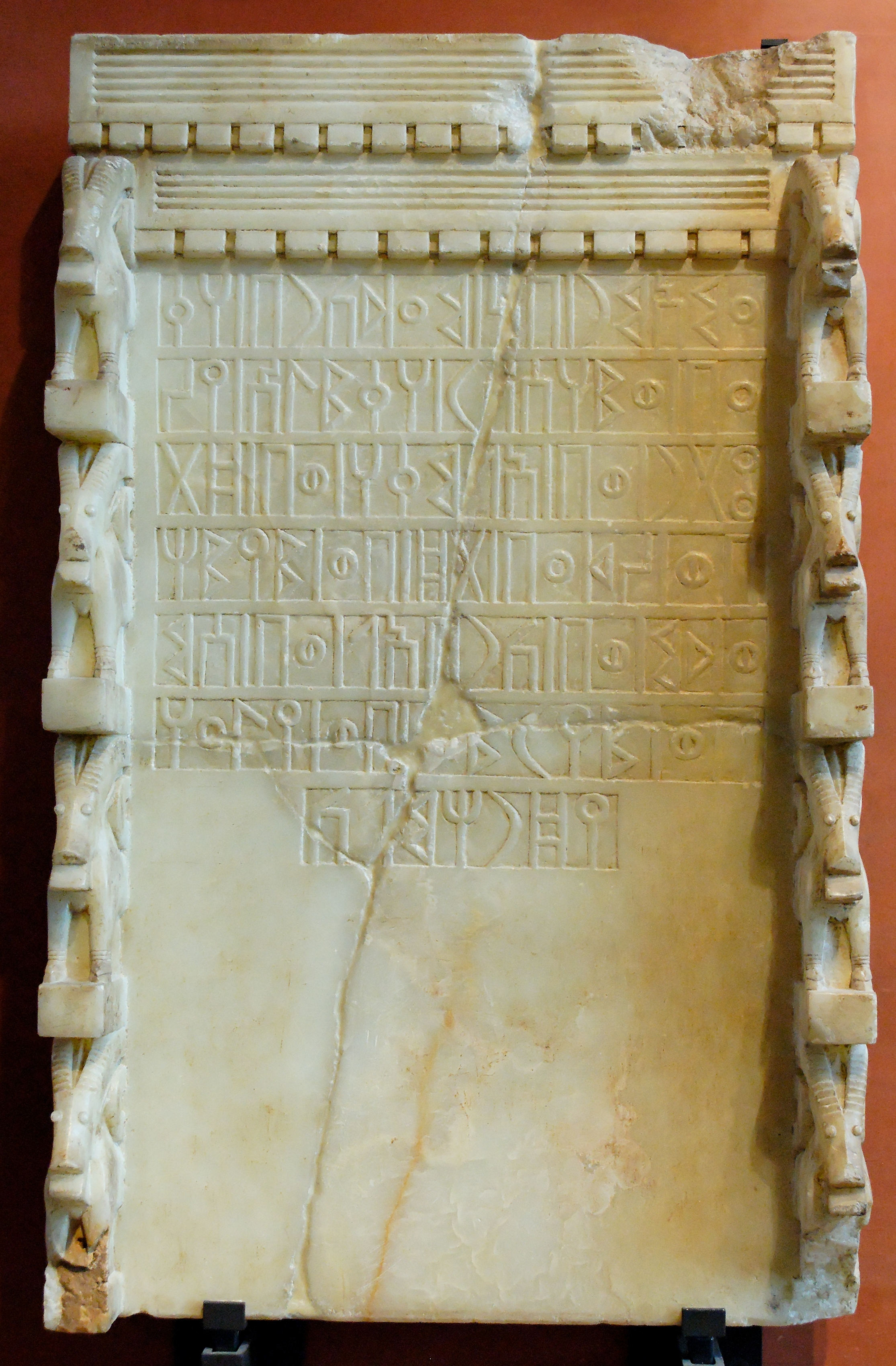
الخط المسند الَّذي اشْتُقَّ منْهُ الخَط العَرَبي على الأرجح، وكَمَا هُو واضِح مِنْ أَحَد النقوش السبئية لإلَهِ القَمَر ألمقه. النص: عُمَيْمِر بن مَعْدِيْكَرِب رَأسُهم هقْني لَمْقَه وبعَثْتَر وبَذْت حَمِيْم وبَذت بِعَدن وبُودَم كَرْبَئِبل وبَسْمَه علي وبَعْمَريم وبَيْذَرح ملك. وتعني: عميمر بن مَعْدِيْكَرِب رَئِيسُ قَومِه أَهْدى أو ضَحَّى إلى المقه وعثتر وذَاتَ حَميم وذَاتَ بعْدان وَوُد وود عَن كَرْبَئِبل (كَرب إيْل تَعْني القَريْب مِن الإلَه إِيل وهُو إسْم شَائِع بَينَ السَّبئيين) عُمير وعَلي مَلِك قَبِيْلَة يَذْرح.

هنالك العديد من الآراء حول نشأة الكتابة العربية، حكي عن ابن عباس أن أول من كتب بالعربية هو نبي الله إسماعيل بن إبراهيم الخليل على لفظه ومنطقه، ويقال أن الله أنطقه بالعربية المبينة وهو ابن أربع وعشرين سنة. وروى مكحول الهذلي أن أول من وضعوا الخط والكتابة هم نفيس ونضر وتيماء ودومة من أولاد إسماعيل بن إبراهيم، وأنهم وضعوها متصلة الحروف بعضها ببعض حتى الألف والراء، ففرقها هميسع وقيدار وهما من أولاد إسماعيل. وقال برهان الدين الحلبي في كتابه السيرة الحلبية أن أول من كتب بالعربية من ولد إسماعيل هو نزار بن معد بن عدنان. وقال أبو الحسن علي بن الحسين بن علي المسعودي أن أول من وضع الخط هم بنو المحصن بن جندل بن يعصب بن مدين، وكانوا قد نزلوا عند عدنان بن أد بن أدد وأسماؤهم أبجد وهوز وحطي وكلمن وسعفص وقرشت، فلما وجدوا حروفًا ليست في اسمائهم الحقوا بها وسموها الروادف وهي الثاء والخاء والذال والضاد والظاء والغين، والتي مجموعها (ثخذ ضظغ)، فتمت بذلك حروف الهجاء. وقيل بل هم ملوك مدين وأن رئيسهم لكمن، وأنهم هلكوا يوم الظلة،(1) وأنهم قوم نبي الله شعيب. وقيل أن أول من وضع الخط ثلاثة من قبيلة طيء سكنوا الأنبار هم: مرامر بن مرة وأسلم بن سدرة وعامر بن جدرة فوضعوا الخط، وقاسوا هجاء العربية على هجاء السريانية، فالأول وضع صور الحروف، والثاني فصل ووصَّل، والثالث وضع الأعجام، وأنهم سموه خط الجزم، وهو القطع لأنه مقتطع من الخط الحميري على أحد الأقوال، القول الأخر أنه جزم (اقتطع) من الآرامي النبطي. وقيل أن أهل الأنبار تعلموا الخط من أهل الحيرة، وقيل العكس.
ويقال أن الخط الحميري انتقل إلى الحيرة في عهد المناذرة، وكان بدأ حكمهم نحو سنة 195 ق.م، والحميرية هي خط أهل اليمن قوم نبي الله هود، وهم عاد الأولى وهي عاد إرم، وكانت كتابتهم تسمى المسند الحميري، وقال تقي الدين المقريزي القلم المسند هو القلم الأول من أقلام حمير وملوك عاد. جاء في ملحق الجزء الأول من تاريخ ابن خلدون (ت: 806 هـ / 1406م) للكاتب شكيب أرسلان: «يذهب علماء الإفرنج ومنهم الأستاذ المستشرق مورتينز الألماني إلى أن أصل الكتابة بالحروف الهيروغليفية كان في اليمن، وهو يعتقد أن اليمانيين هم الذين اخترعوا الكتابة وليس الفينيقيون هم الذين اخترعوها كما هو الرأي المشهور، وهو يستدل على رأيه هذا ويقول أن الفينيقيين إنما بنوا كتابتهم على الكتابة العربية اليمانية، ثم إن اليونانيين أخذوا الكتابة عن الفينيقيين، وعنهم أخذ الرومانيون، فيكون العرب هم الذين أوجدوا الكتابة في هذا العالم، وبهذا الاعتبار هم الذين أوجدوا المدنية». قال ابن خلدون في مقدمته في فصل أن الخط والكتابة من عداد الصنائع الإنسانية: «ولقد كان الخط العربي بالغًا ما بلغه من الأحكام والاتقان والجودة في دولة التبابعة، لما بلغت من الحضارة والترفه، وهو المسمى بالخط الحميري، وانتقل منها إلى الحيرة، لما كان بها من دولة آل المنذر نسباء التبابعة في العصبية والمجددين لملك العرب بأرض العراق، ولم يكن الخط عندهم من الإجادة كما كان عند التبابعة، لقصور ما بين الدولتين، وكانت الحضارة وتوابعها من الصنائع وغيرها قاصرة عن ذلك. ومن الحيرة لقنه أهل الطائف وقريش فيما ذكر، يقال أن الذي تعلم الكتابة من الحيرة هو سفيان بن أمية، ويقال حرب بن أمية، وأخذها من أسلم بن سدرة وهو قول ممكن. وأقرب ممن ذهب إلى أنهم تعلموها من إياد أهل العراق قول شاعرهم: قوم لهم ساحة العراق إذا...ساروا جميعا والخط والقلم. وهو قول بعيد لأن إيادًا وإن نزلوا ساحة العراق فلم يزالوا على شأنهم من البداوة، والخط من الصنائع الحضرية. فالقول أن بأن أهل الحجاز إنما لقنوها من الحيرة، ولقنها أهل الحيرة من التبابعة وحمير هو الأليق من الأقوال، وكان لحمير كتابة تسمى المسند حروفها منفصلة، وكانوا يمنعون من تعلمها إلا بإذنهم، ومن حمير تعلمت مصر الكتابة العربية، إلا أنهم لم يكونوا مجيدين لها شأن الصنائع إذا وقعت بالبدو، فلا تكون محكمة المذهب ولا مائلة إلى الإتقان. كانت كتابة العرب بدوية مثل أو قريبًا من كتابتهم لهذا العهد، أو نقول إن كتابتهم لهذا العهد أحسن صناعة، لأن هؤلاء أقرب إلى الحضارة ومخالطة الأمصار والدول، وأما مضر فكانوا أعرق في البدو وأبعد عن الحضر من أهل اليمن وأهل العراق وأهل الشام ومصر، فكان الخط العربي لأول الإسلام غير بالغ إلى الغاية من الإحكام والاتقان والاجادة، ولا إلى التوسط لمكان العرب من البداوة والتوحش وبعدهم عن الصنائع».

### اشتقاقه
لم يصل الخط إلى ما هو عليه الآن إلا بعد أن مر بأربع مراحل، الأولى: الدور الصوري المادي، الثانية: الدور الصوري المعنوي، الثالثة: الدور الصوري الحرفي، الرابعة: الدور الحرفي الصَّرْف. قضى الإنسان قرونًا عديدة لا يعرف الكتابة لاستغنائه عنها لما كان فيه من بساطة العيش، ولمّا اتجه الإنسان نحو المدنية بدأ في التعبير عن أفكاره واحتياجاته بالرسم، وهي الكتابة الصورية، وأشهر هذه الصور هي الكتابة الهيروغليفية.
جميع الخطوط المتداولة في العالم ترجع في أصلها إلى قسمين كبيرين، الأول: الخط اليوناني القديم، ومنه تَوَلّد الخط الروماني والسلافي والقوطي، ومن هذه تفرعت خطوط لغات أوروبا. الثاني: الخط الشرقي، والمراد به الخطوط المستعملة في كتابة اللغات الشرقية، كالخط العربي والسرياني والكلداني والعبراني والحبشي والهندي والصيني، ويدخل تحت هذا القسم اللغات الشرقية القديمة: كالحِمْيِري والنّبطي والكوفي والسامري والأسفيني. من هذه الخطوط ماهو مستقل في منشأه كالصيني والأسفيني، أما بقية الخطوط فترجع إلى أصل واحد وهو الآرامي، وقد كان مستخدمًا عند الآشوريين، وهم دولة كانت تسكن آشور وبابل، وكانت كتابتهم تُعرف بالكتابة الإسفينية أو المسمارية. تفرّع من هذا الخط الحرف النبطي وهو أصل الخط العربي النسخي، وقد سمي نبطيًا لأنه كان مستخدمًا عند النبطيين في مدن بصرى وحوران؛ وقد عَثر الباحثون في تلك الجهات وغيرها على نوعين مختلفين من الكتابة، أحدهما أقرب إلى الكتابة الآرامية وهو الأقدم، والآخر أقرب إلى الخط العربي المعروف.
يعود أصل الكتابة المعروفة الآن إلى وادي النيل بشكل الصور الهيروغليفية، ثم حولها الفينيقيون إلى حروف هجائية، وعلموها اليونانيين في القرن السادس عشر قبل الميلاد؛ ثم انتقلت للآشوريين بعد ذلك، وعرفت بالحرف الآرامي، ومن الحرف الآرامي أُشتقت الخطوط التي تُكتب بها اللغات الشرقية، وأكثرها انتشارًا الخط العربي.

### حلقات الخط العربي
أشار حفني بك ناصف أن رأي مؤرخي العرب أن حلقات سلسلة الخط العربي ثلاثة، الأول: الخط المصري وهو أصل من أصول الكتابات الشرقية، بل أقدمها وهو ثلاثة أنواع: الهيروغليفي وهو خاص بالكهان وخدمة الدين، الهيراطيقي وهو خاص بعمال الدواوين وكتاب الدولة، والديموطيقي وهو خاص بعموم الكتبة من الشعب، وهو أبسط أنواع الخطوط المصرية. الثاني: الخط الفينيقي نسبةً إلى فينيقيا، وقد كانوا أكثر الناس اشتغالًا بالتجارة مع المصريين، فتعلموا حروف كتابهم، ثم وضعوا لأنفسهم حروفًا خالية من التعقيد لاستعمالها في المراسلات التجارية، وقد أخذوا من المصريين خمسة عشر حرفًا، وأضافوا إليها بعض الحروف، فكونوا كتابة سهلة، اشتهرت بواسطتهم في آسيا وأوروبا. الثالث: الخط المسند، وقد عرف منه أربعة أنواع هي الخط الصفوي نسبة إلى صفا، والخط الثمودي نسبة إلى ثمود سكان الحجر، والخط اللحياني نسبة إلى لحيان، والخط السبئي أو الحميري الذي وصل من اليمن إلى الحيرة ثم الأنبار ومنها إلى الحجاز.
أما رأي مؤرخي الإفرنج فيجعلون ثالث حلقة الخط الآرمي لا المسند، وقالوا أن الخط الفينيقي تولدت منه أربعة خطوط، اليوناني القديم ومنه تولدت خطوط أوروبا كلها والخط القبطي، العبري القديم ومنه الخط السامري نسبة إلى سامرة في نابلس، المسند الحميري ومنه تولد الخط الحبشي، الآرامي ومنه تولد الهندي بأنواعه والفارسي القديم والعبري والمربع التدمري والسرياني والنبطي. وقالوا أن الخط العربي قسمان الأول: كوفي وهو مأخوذ من نوع من السرياني يقال له الأسطرنجيلي، الثاني: النسخي وهو مأخوذ من النبطي.
يقول أحمد الإسكندري صاحب كتاب الوسيط في الأدب العربي: «ونحن نرى رأيهم (أي رأي العرب) لأسباب منها العثور على فروع من الخط المسند في أراضي النبط وشمالها، بعضها وهو الصفوي قريب الشبه جدًا من أصله الفينيقي، ومنها وجود الحروف الروادف (ثخذ ضظغ) في الخط المسند دون الآرمي، ومنها صريح الإجماع من رواة العرب على أن الخط العربي مأخوذ من الحيري والأنباري، وهو مأخوذ من المسند علي يد كندة والنبط. أما الكوفي الذي لم يعرف إلا بعد تمصير الكوفة فليس إلا نتيجة هندسية ونظام في الخط الحجازي، ولعل شبهة الافرنج آتية من شيوع استعمال الأسطرنجيلي والكوفي في الكتابة الجلية عل المعابد والمساجد والقصور وما شاكلها، مع شدة تشابه مافيها من الزخرفة والزينة».
| الحروف عربي | ا | ب | ت | ث | ج | ح | خ | د | ذ | ر | ز | س | يميل إلى س | ش |

| الحروف عربي | ص | ض | ط | ظ | ع | غ | ف | ق | ك | ل | م | ن | ه | و | ي |

## مراحل تطور الخط العربي

### العصر الجاهلي
عرف العرب الخط منذ قديم العصور وقبل الأبجدية التي عُثر عليها في أوغاريت رأس شمرا بآلاف السنين. وقد عثر في شبه الجزيرة العربية وفي أماكن مختلفة على كتابات عربية مدونة بخط المسند، لذا اعتبره الباحثون والمؤرخون القلم العربي الأول والأصيل وهو خط أهل اليمن، ويسمونه خط حِميَر. وقد بقي قوم من أهل اليمن يكتبون بالمسند بعد الإسلام، ويقرأون نصوصه، فلما جاء الإسلام كان أهل مكة يكتبون بقلم خاص بهم تختلف حروفه عن حروف المسند ودعوه القلم العربي أو الخط العربي حيناً والكتاب العربي أو الكتابة العربية حيناً آخر تمييزًا له عن المسند.
كتب كتبة الوحي بقلم أهل مكة لنزول الوحي بينهم، وصار قلم مكة هو القلم الرسمي للمسلمين، وحكم على المسند بالموت عندئذ، فمات ونسيه العرب، إلى أن بعثه المستشرقون، فأعادوه إلى الوجود مرة أخرى، ليترجم الكتابات العادية التي دونت به. وجاء بعد الخط المسند الخط الآرمي نسبه إلى قبيلة إرم، وهو الخط الذي دخل الجزيرة العربية مع دخول المبشرين الأوائل بالنصرانية، حتى أصبح فيما بعد قلم الكنائس الشرقية. وهناك القلم الثمودي نسبة إلى قوم ثمود. والقلم اللحياني نسبة إلى قبيلة لحيان. والقلم الصفائي أو الصفوي الذي عرف بالكتابة الصفائية نسبة إلى أرض الصفاة وهي الأرض التي عثر بها على أول كتابة مكتوبة بهذا القلم.
وصل الخط من اليمن إلى الحيرة والأنبار بواسطة كندة والنبط، لأن أهل الحيرة والأنباط كانوا يتقارضون التعليم فيأخذون عن بعض، ومن الحيرة والأنبار وصل الخط لأهل الحجاز، بواسطة عبد الله بن جدعان وبشر بن عبد الملك. وقد اختلف في أول من أدخل الكتابة الحجاز، فقيل حرب بن أمية القرشي (جد معاوية بن أبي سفيان)، وقيل سفيان بن أمية وقيل أبو قيس بن عبد مناف بن زهرة، وقيل غير ذلك. أما دخول الكتابة مكة فقد أجمع المؤرخون على أن أول من أدخل الكتابة للحجاز حرب بن أمية بن عبد شمس، وكان قد تعلمه في أسفاره من عدة أشخاص منهم بشر بن عبد الملك، يدل على ذلك ماروي عن عبد الرحمن بن زياد بن أنعم عن أبيه أنه قال لابن عباس من أين أخذتم يا معشر قريش هذا الكتاب قبل أن يبعث محمد، تجمعون منه ما اجتمع، وتفرقون ما افترق، قال: أخذناه عن حرب بن أمية، قال: فممن أخذه حرب، قال: من عبد الله بن جدعان، قال: فممن أخذه ابن جدعان، قال: من أهل الأنبار، قال: فممن أخذه أهل الأنبار، قال: من أهل الحيرة، قال: فممن أخذه أهل الحيرة، قال: من طاريء طرأ عليهم من أهل اليمن من كنده، قال: فممن أخذه ذلك الطاريء، قال: من الخفلجان كاتب الوحي لهود عليه السلام. وكان حرب بن أمية قد تعلم الخط على يد بشر بن عبد الملك من كندة، وهو أخو أكيدر صاحب دومة الجندل، وكان بشر قد تعلم الخط في الأنبار، وكان له صحبة مع حرب بن أمية لتجارته عندهم في بلاد العراق. سافر بشر معه إلى مكة فتزوج بالصهباء بن أمية، وأقام بها، فتعلم جماعة من قريش منه الخط.
وصل الخط الكوفي إلى الحجاز على شكلين: التقوير والمبسوط. الخط المقور يسمى باللين أو النسخي، وهو ما كانت عراقاته منخسفة إلى الأسفل كقاف الثلث، وهو الذي كثر تداول وعم استعماله في الرقاع والمراسلات والكتابات المعتادة. الخط المبسوط هو ما يسمى باليابس، وهو ما كانت عراقاته منبسطة كالنون الطويلة، ولا يستعمل عادة إلا في النقش على المحاريب وأبواب المساجد والمعابد وجدران المباني الكبيرة، وفي كتابة المصاحف الكبيرة، وما يقصد به هو الزخرفة والزينة. هذا التقسيم إنما كان بناءً على كتابة بعض الحروف على شكل مخصوص، كالقاف والنون الطويلة.

### العصر النبوي

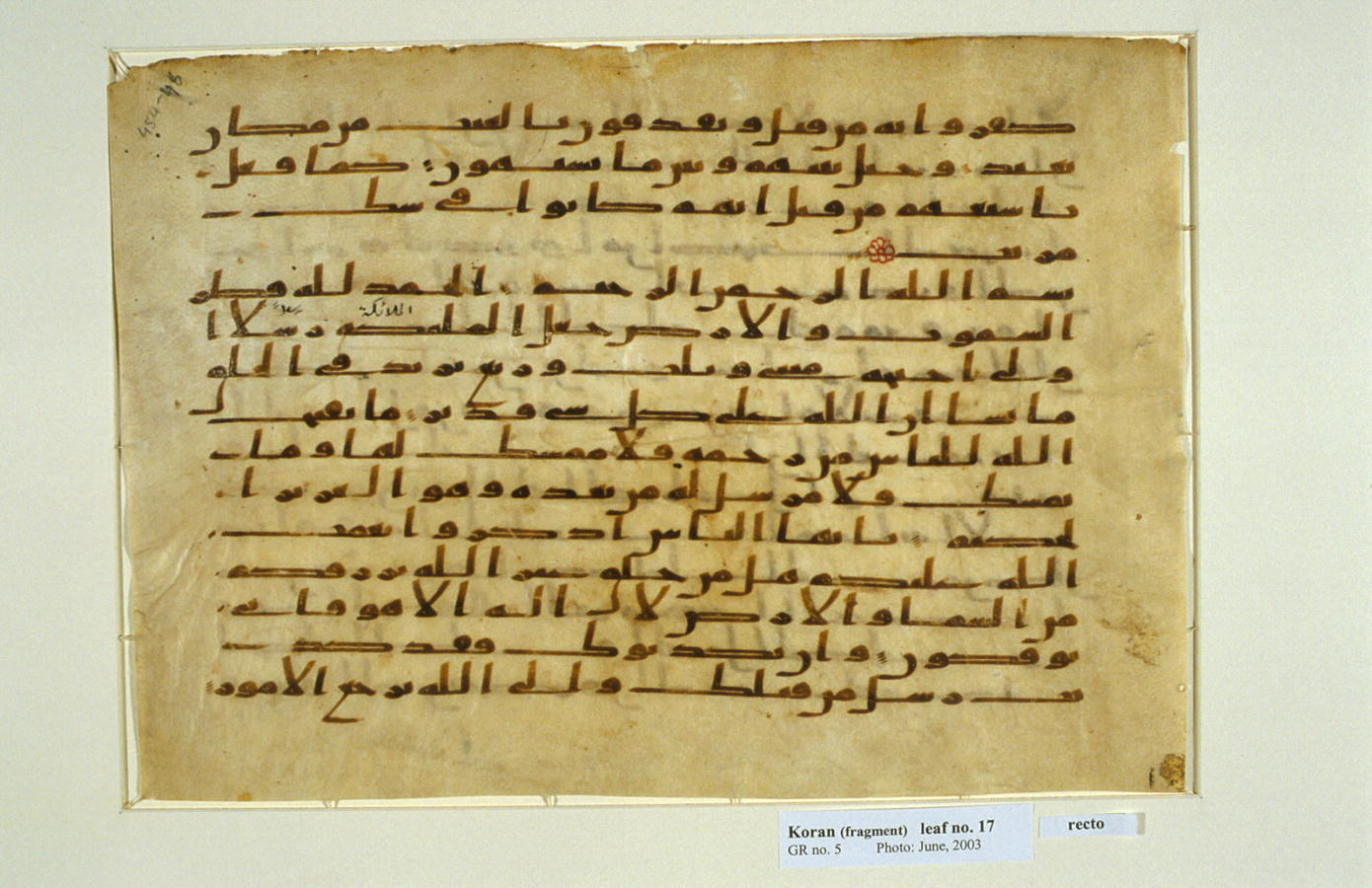
صُورَة لورَقَة من مصحف مكتوب بالخط الحجازي الذي يُعد أول خَط يُشْتَق مِن الخُطُوط النَّبَطِية، للآيَات (53-54) من سورة سبأ والآيًات (1-4) من سورة فاطر).

جاء الإسلام في أمة تسود فيها الأميَّة، وتنتشر فيها عقدة الأنا خلال فترة وصفها المؤرخون بالجاهلية فهي آخر ما امتلكه العرب من روح الحياة الحضارية والمدنية قبل الإسلام، فكان الإسلام نقطة البدء، منذ أن نزلت أول آية وأول سورة من القرآن الكريم وهي سورة العلق وقول الله: اقرأ، راح النبي محمد يدعو للأخذ بالعلم، ويحث الصحابة على التعلُّم.
كان ممن تعلم الكتابة من بشر بن عبد الملك وحرب بن أمية مجموعة من الفتيان منهم: عمر بن الخطاب وعثمان بن عفان وطلحة بن عبيد الله وعلي بن أبي طالب وأبو عبيدة عامر بن الجراح، ومعاوية بن أبي سفيان ويزيد بن أبي سفيان. اهتم المسلمون بتعليم الكتابة ونشرها، ولما كانت غزوة بدر الكبرى، أسر المسلمون مجموعة من قريش وكان عددهم أكثر من سبعين رجلًا، فأرادوا افتداء أنفسهم بالمال، فقبل الرسول محمد الفدية منهم، وجُعلت فدية الكاتب تعليم عشرة من صبيان المدينة. قال عكرمة بن أبي جهل بلغ فداء أهل بدر أربعة آلاف، حتى إن الرجل ليفادي على أن يعلم الخط لما هو مستقر من خطره، وظهور نفعه وأثره. اتخذ الرسول محمد لنفسه كتابًا من أجلاء الصحابة لكتابة الوحي وكتابة الرسائل التي يبعثها للملوك، ومنهم الخلفاء الأربعة وزيد بن ثابت ومعاوية بن أبي سفيان، وكانا مُلازمين للكتابة بين يديه في الوحي وغيره، إلا أن زيد لكثرة كتابته للوحي سُمي كاتب النبي. كان كتّاب النبي محمد يكتبون القرآن بالخط المقور النسخي

### العصر الراشدي
استمرت حالة تطور الخط العربي في بداية عهد الخلفاء الراشدين على ما كانت عليه في العهد النبوي، وقد كتب زيد بن ثابت صحف القران بالخط المقور في عهد أبي بكر الصديق، وذلك في الجمع الأول للقران الكريم. وكان الصحابة يكتبون القرآن بخط الجزم جنبًا إلى جنب مع الخط المقور. ولما قام عثمان بن عفان بجمع القران الجمع الثاني، بعد أن انتشر اللحن والاختلاف في قراءة القران، حيث قال: «أنتم عندي تختلفون فيه فتلحنون فمن نأى عني من الأمصار أشد فيه اختلافًا وأشد لحنًا اجتمعوا يا أصحاب محمد واكتبوا للناس إمامًا». واختار لمهمة نسخ المصاحف أربعة هم: زيد بن ثابت وعبد الله بن الزبير وسعيد بن العاص وعبد الرحمن بن الحارث بن هشام، وأمَّر زيدًا فيهم بكتابة المصحف على حرفٍ واحد. كان أبرز ما ميز مصحف عثمان هو الرسم العثماني، الذي استمر ميزة لكتابة المصاحف حتى الوقت الحاضر.
لما أُرسلت المصاحف إلى مكة والشام واليمن والبصرة والكوفة وغيرها، تسارع الناس إلى نسخها، وتنافسوا في كتابتها، وتفننوا في أوضاعها، وأبدعوا في إجادة تنميقها، حتى اتخذ النساخ في كل جهة وبلدة طريقة خاصة بهم تميزت باسم خاص. من ذلك الخط المدني ويسمى المحقق والوراقي، والخط المكي والبصري والكوفي والأصفهاني والعراقي (وهو ثلاثة أنواع: المدور والمثلث والتَّم، ومعنى التم في الأصل المولود مع آخر في بطنٍ واحد، ويمكن أن يشبه خط التم بخط التعليق وهو ما كان بين خطي الثلث والنسخ)، والخط المشق والتجاويد والمصنوع والمائل والراصف والسلواطي والسحلي، والقيراموز وهو الذي تولد منه الخط الفارسي.

#### الرسم العثماني

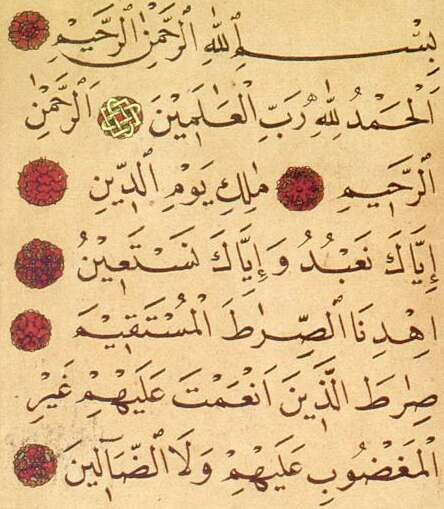
نَمُوذَج مِن الرَّسْم العُثْمَانِي لسُورَة الفَاتِحَة.

تطلق كلمة الرسم القرآني على الكتابة القرآنية التي كُتب بها مصحف عثمان، وجاء هذا الرسم مخالفًا في بعض الكلمات لما اقتضته قواعد الإملاء وليس متطابقا مع اللفظ المنطوق، ويُعرف الرسم العثماني في الاصطلاح بأنه: الوضع الذي ارتضاه الصحابة في عهد عثمان بن عفان في كتابة كلمات القرآن الكريم وحروفه، وعُبر عنه كذلك بـ: علمٌ تُعرف به مخالفة خط المصاحف العثمانية لأصول الرسم القياسي، ويعود هذا الاصطلاح إلى المصاحف التي نسخها الخليفة عثمان بن عفان، وهي المصاحف التي أرسلها إلى الأقطار الإسلامية، وكانت مجردة من النقاط والشكل، محتملة لما تواترت قرآنيته واستقر في العرضة الأخيرة ولم تنسخ تلاوته. يعود سبب تسمية هذا الرسم بالرسم العثماني إلى أولًا: أن عثمان هو الذي أمر بنقل هذا الرسم ونسخه في المصاحف التي استنسخها ووزعها على الناس في الأمصار وأمرهم بإحراق ما عداها، فهذا التعميم الصادر منه هو الذي ألصق هذه النسبة إليه، يقول الإمام البغوي في ذلك: «المصحف الذي استقر عليه الأمر هو آخر العَرَضات على رسول الله صلى الله عليه وسلم، فأمر عثمان بنسخه في المصاحف، وجمع الناس عليه، وأذهب ما سوى ذلك قطعاً لمادة الخلاف». ثانياً: أن الرسم الذي تمّ به مصحف عثمان له طريقةٌ خاصّة في التوزيع، بحيث يحتمل في رسمه كل القراءات القرآنية المتواترة. ثالثاً: أن عثمان بن عفان جمع الناس كلّهم على حرف واحد من الأحرف السبعة التي نزل عليها القرآن، وهو الحرف الذي نزل عليه عامة القرآن الكريم ودُوِّن به، فألزمهم بهذا الرسم الذي كتب به عامة القرآن، وترك لهم رخصة القراءة بغيره بما يوافق الرسم، فيكون عثمان قد أبقى لهم القراءة ببقية الأحرف السبعة بما يتوافق مع الرسم، ويوضح ذلك مكي بن أبي طالب بقوله: «فالمصحف كتب على حرف واحد وخطه محتمل لأكثر من حرف، إذ لم يكن منقوطًا ولا مضبوطًا، فذلك الاحتمال الذي احتمل الخط هو من الستة الأحرف الباقية»، ويقول ابن تيمية: «وسبب تنوع القراءات فيما احتمله خط المصحف هو تجويز الشارع وتسويغه ذلك لهم، إذ مرجع ذلك إلى السنة والاتباع لا إلى الرأي والابتداع».
أما فيما يخص قواعد الرسم العثماني فإن الأصل في المكتوب أن يكون موافقًا للمنطوق، من غير زيادة ولا نقص، ولا تغيير ولا تبديل، مع مراعاة الابتداء به والوقف عليه، والفصل والوصل، وقد مهد له العلماء أصولا وقواعد، وقد خالفها في بعض الحروف خط المصحف الإمام ولذلك قيل: خطان لا يقاس عليهما خط المصحف وخط العروض، وينحصر أمر الرسم في ستة قواعد:
- الوجه الأول الحذف: حذف الألف في قوله تعالى: (العلمين) حيث حُذفت الألف بعد العين، وقد كُتبت كذلك في جميع مواضعها في القرآن، والأصل في كتابتها حسب الرسم الإملائي (العالمين). حذف الواو في قوله تعالى: (الغاون) وقد وردت في موضعين من القرآن، والأصل فيها (الغاوون). حذف الياء في قوله تعالى: (النبين) وقد وردت كذلك في جميع مواضعها في القرآن، وعدد مواضعها ثلاثة عشر موضعًا، والأصل في كتابتها (النبيين). حذف اللام في قوله تعالى: (اليل) وقد كُتبت كذلك في جميع مواضعها، وعددها ثلاثة وسبعون موضعًا، والأصل فيها (الليل). حذف النون في قوله تعالى: (نجي) من سورة الأنبياء، وهو الموضع الوحيد في القرآن الذي حذفت فيه النون من ثلاثة مواضع وردت فيه الكلمة، والأصل في رسمها (ننجي).
- الوجه الثاني الزيادة: وتكون في الألف والواو والياء. الزيادة في الألف في قوله تعالى: (وجائ) وردت في موضعين، والأصل فيها (وجيء). الزيادة في الواو في قوله تعالى: (سأوريكم) وردت في موضعين، والأصل فيها (سأريكم). الزيادة في الياء في قوله تعالى: (بأييد) وهو الموضع الوحيد في القرآن، والأصل فيها (بأيد).
- الوجه الثالث الهمزة: حيث وردت الهمزة في الرسم العثماني تارة برسم الألف، وتارة برسم الواو، وتارة برسم الياء. ورودها ألفًا في قوله تعالى: (لتنوأ) وهو الموضع الوحيد، والأصل فيها (لتنوء). ورودها واواً في قوله تعالى: (يبدؤا) وهي كذلك في مواضعها الستة من القرآن، والأصل فيها (يبدأ). مجيئها ياءً في قوله تعالى: (وإيتائ) وهو الموضع الوحيد من ثلاثة مواضع، والأصل فيها (وإيتاء).
- الوجه الرابع البدل: ويقع برسم الألف واواً أو ياءً. مجيئها واواً في قوله تعالى: (الصلوة) وهي كذلك في جميع مواضعها الأربعة والستين، والأصل (الصلاة) ومثلها (الزكاة). مجيئ رسمها ياءً في قوله تعالى: (يأسفى) والأصل فيها (يا أسفا). ومن ذلك أيضًاً قوله تعالى: (والضحى) ولم ترد إلا في هذا الموضع، والأصل فيها (والضحا).
- الوجه الخامس الفصل والوصل: فقد رُسمت بعض الكلمات في المصحف العثماني متصلة مع أن حقها الفصل، ورُسمت كلمات أخرى منفصلة مع أن حقها الوصل. ما اتصل وحقه الفصل ما يلي: (عن) مع (ما) حيث رسمتا في مواضع من القرآن الكريم متصلتين، من ذلك قوله تعالى: (عما تعملون) وقد وردت كذلك في جميع المواضع. (بئس) مع (ما) رسمتا متصلتين في مواضع، من ذلك قوله تعالى: (بئسما اشتروا) وهي كذلك في مواضعها الثلاثة. (كي) مع (لا) رُسمتا متصلتين في مواضع، من ذلك قوله تعالى: (لكيلا تحزنوا على ما فاتكم) وهي كذلك في مواضعها الأربعة.
- الوجه السادس تعدد القراءة: بمقتضى هذه القاعدة تكتب بعض الكلمات التي تقرأ بقراءتين برسم إحدى القراءتين، كما في قوله تعالى: (ملك يوم الدّين) تكتب بغير ألف، وتقرأ بالألف وبحذف الألف، وكذلك الأمر في كثير من الألفاظ التي تكتب وفقا لإحدى القراءتين، وتقرأ بالقراءتين معا، وهذا كله خارج نطاق القراءات الشاذة، وأحيانا تراعى في الرسم بعض القراءات الشاذة.

### العصر الأموي

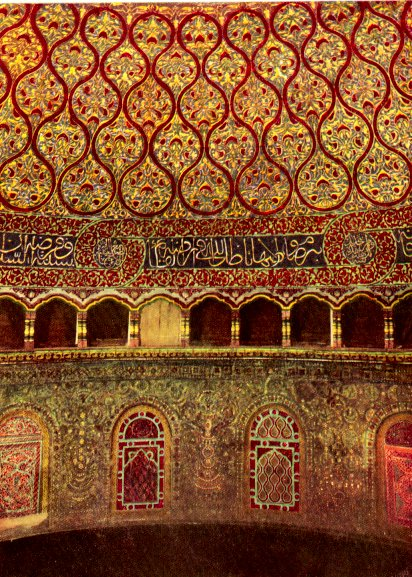
يَظْهَر مع الزَّخْرَفَة الدَّاخِلية لقِبَّة الصَّخرة أحد أقدم ما كتب من الخط العربي، والذي أطلق عليه اسم الخط الجليل.

أحرز الخط في العصر الأموي تقدمًا ملموسًا على ما كان عليه في العصرين السالفين، عصر الرسول وعصر الخلفاء الراشدين، واستطاع أن يُبرز ولأول مرة الخطَّاط ومهنته إلى الوجود، رغم أن الحروف كانت خالية من النقط في بداية هذا العصر، وقد لمع نجم عدد من الخطاطين يأتي في مقدمتهم الخطاط الشهير قطبة المحرر، الذي ابتكر خطًا جديدًا يعتبر مزيجًا من الخطين الحجازي والكوفي، وسمي هذا الخط بالخط الجليل حيث استعمله قطبة ومن عاصروه أو جاؤوا بعده في الكتابة على أبواب المساجد ومحاريبها. لم يكن خط الجليل هو كل ابتكار قطبة، ولكنه ابتكر عدة خطوط أخرى، أجاد فيها وأحسن منها خط الطومار وهو أصغر من سابقه، وكذلك اخترع قطبة خط الثلث وخط الثلثين وذلك حوالي عام 136 هـ، وكان له فضل السبق في ذلك.
خط الطومار يعني خط الصحيفة وجمعه طوامير، وقد سمَّاه الأتراك خط جلي الثلث. وراح الخطاطون في العصر الأموي ولأول مرة يخطُّون خطوطًا جميلة تزين القصور والمساجد والخانات، ويكتبون بهذه الخطوط في سجلاَّت الدولة الفتية ودواوينها الحديثة، فنالوا حظوة لدى الأمراء والخلفاء، وجعلوهم في صدارة مجالسهم، واستعملوهم في دواوينهم. وأصبح يُرى هذه الخطوط الحديثة الجميلة في هذا العصر تزين القباب والمآذن والمساجد والقصور التي حُلِّيت بالفسيفساء والخشب المحفور والمطعم بالفضة والمعادن والزجاج، ليس في العاصمة دمشق فحسب، بل في أبعد المدن القاصية عنها والثغور، وهذا ما يرى واضحًا بعد أكثر من أربعة عشر قرنًا في المسجد الأموي في دمشق، وقصر الحير الشرقي، وآثار رصافة هشام، ومحراب المسجد الأقصى وقُبَّته وغيرها.
كان الخطاطون في العصر الأموي يكتبون في سجلاّت الدولة بخط الثلثين، الذي أطلقوا عليه لكثرة ما كتبوا به السجلاّت اسم خط السجلاّت، أما خلفاء بني أمية فكانوا يكتبون بخط الطومار وبالخط الشامي. وقد نشط عدد من الخطاطين في هذا العصر، لعبوا دورًا هامًا في النهوض بالخط كحركة فنية فتية يأتي في مقدمتهم: خالد بن أبي الهياج وقد كتب عددًا من المصاحف، ومالك بن دينار الذي غلب عليه الزهد والورع فذكروه في عداد الفقهاء والمحدثين، والرشيد البصري، ومهدي الكوفي. ثم اشتهر خطاطون آخرون لا يقلُّون عن سابقيهم شهرة وعددًا انتشروا في الأمصار البعيدة عن مركز الخلافة منهم: شراشير المصري، وأبو محمد الأصفهاني، وابن أبي فاطمة، وابن الحضرمي، وابن حسن المليح. كان لخلفاء بني أمية الدور الأكبر في نهضة الخط العربي، ودفعه إلى الأمام لمجاراة النهضة الشاملة للدولة الإسلامية التي أرسوا أسسها.

#### النِّقاط والتَّشكيل

مثال على تطور نظام الكتابة العربية منذ القرن التاسع إلى القرن الحادي عشر، (1) البسملة كتبت بخط كوفي غير منقط ولا مشكّل. (2) نظام أبي الأسود الدؤلي المبكر ويَعتمد على تمثيل الحركات بنقاط حمراء تكتب فوق الحرف (الفتحة) أو تحته (الكسرة) أو بين يديه (الضمّة)، وتُستعمل النقطتان للتنوين. (3) تطور النظام بتنقيط الحروف. (4) نظام الخليل بن أحمد الفراهيدي المستعمل إلى اليوم، وهو وضع رموز مختلفة للحركات فيما تبقى النقاط لتمييز الحروف.

منذ أن كُتبت مصاحف عثمان، ظلت خالية من النقط والتشكيل، واستمر ذلك أكثر من أربعين سنة، وخلال هذه الفترة توسعت الفتوح، ودخلت أممٌ كثيرة لا تتكلم العربية في الإسلام، فتفشت العجمة بين الناس، وكثر اللحن، حتى بين العرب أنفسهم بسبب كثرة اختلاطهم ومصاهرتهم للعجم، ولما كان المصحف الشريف غير منقوط خشي ولاة أمر المسلمين عليه أن يتطرق له اللحن والتحريف.
استمر الوضع على ماكان عليه حتى تولى علي بن أبي طالب الخلافة، فشكا أبو الأسود الدؤلي إلى علي هذه الظاهرة فعلمه مبادئ النحو، وقال له: «الاسم ما دل على المسمى والفعل ما دل على حركة المسمى، والحرف ما ليس هذا ولا ذاك، ثم انح على هذا النحو».
وقيل بأن أول من التفت إلى نقط المصحف هو زياد بن أبيه، وفيه أن معاوية بن أبي سفيان كتب إلى زياد عندما كان واليًا على البصرة أن يبعث إليه ابنه عبيد الله، ولما دخل عليه وجده يلحن في كلامه، فكتب إلى زياد يلومه على وقوع ابنه في اللحن، فبعث زياد إلى أبي الأسود الدؤلي يقول له: «إن هذه الحمراء قد كثرت وأفسدت مِن ألسنة العرب، فلو وضعت شيئًا يُصلح به الناسُ كلامَهم، ويعربون به كتاب الله»، فاعتذر أبو الأسود فلجأ زياد إلى حيلة، بأن وضع في طريقه رجلًا وقال له: إذا مرّ بك أبو الأسود فاقرأ شيءًا من القرآن، وتعمد اللحن فيه، فلما مرّ به قرأ الرجل آية من القران ولحن فيها، فشق ذلك على أبي الأسود، وقال: «عزّ وجه الله أن يتبرأ من رسوله». وقال لزياد: «قد أجبتك إلى ما طلبت، ورأيت أن أبدأ بإعراب القرآن».
وضع بعد ذلك أبو الأسود الدؤلي نقطه كضبط للقرآن، وكان أبو الأسود أول من وضع النقط للضبط، حيث وضع النقطة أمام الحرف علامة على الضمة، والنقطة فوقه علامة على الفتحة، وإذا كانت تحته فهي للكسرة، واستمرت الكتابة على هذا النحو إلى أن جاء الخليل بن أحمد الفراهيدي فوضع ضبطًا أدق من ضبط أبي الأسود الدؤلي فجعل بدل النقط: ألفًا مبطوحة فوق الحرف علامة على الفتح، وتحته علامة على الكسر، وجعل رأس واو صغيرة علامة على الضمة، ثم جعل النقاط على الحروف لإعجامها وتمييزها فيما بينها.

#### ترتيب الحروف العربية
ضُبطت الحروف العربية بثمانية وعشرين حرفًا. خضعت هذه الحروف لترتيبات مختلفة تفاوتت في الوجاهة والمعايير المستعملة:
- الترتيب الأبجدي: تم تصنيف هذه الحروف بناءً على معيار الأصول التاريخية، وبناء عليه تم تفريعها إلى حروف سامية: أي من أصل سامي، وعددها اثنان عشرون حرفًا وهي: (أ، ب، ج، د، هـ، و، ز، ح، ط، ي، ك، ل، م، ن، س، ع، ف، ص، ق، ر، ش، ت). حروف عربية: وعددها ستة أحرف قام بإضافتها العرب إلى الأصل السامي وتفردوا بها، وتسمى هذه الحروف الروادف وهي: (ث، خ، ذ، ض، ظ، غ). تم تسمية هذا الترتيب بالترتيب الأبجدي، بالنسبة إلى الكلمة الأولى من الكلمات التي جمعت فيها هذه الحروف حسب ترتيبها التاريخي (ساميَّة فعربية) تسهيلا لحفظها وجريانها على الألسنة، وهذه الكلمات هي: أبْجَدْ، هَوَّزْ، حطِّي، كَلَمُنْ، سَعْفَصْ، قَرَشَتْ، ثَخَذْ، ضَظَغْ. أما الحروف كاملة فترتيبها التالي: (أ، ب، ج، د، هـ، و، ز، ح، ط، ي، ك، ل، م، ن، س، ع، ف، ص، ق، ر، ش، ت، ث، خ، ذ، ض، ظ، غ).
- الترتيب الهجائي: تم ترتيب الحروف الهجائية العربية ترتيبًا شكليًا يعتمد على الأشباه والنظائر، أي تشابه أشكال الحروف من حيث الرسم، ويعود هذا الترتيب إلى اللغوي نصر بن عاصم الليثي الكناني (ت: 90 هـ / 708م) وذلك في عهد الخليفة الأموي عبد الملك بن مروان، وقد تم الإشارة إلى هذا الترتيب اصطلاحًا بالترتيب الهجائي حتى يستطاع تمييزه عن الترتيب الأبجدي. ترتيب نظام الحروف فيه: (أ، ب، ت، ث، ج، ح، خ، د، ذ، ر، ز، س، ش، ص، ض، ط، ظ، ع، غ، ف، ق، ك، ل، م، ن، هـ، و، ي). يُعد هذا الترتيب أكثر تداولًا في الاستعمال، فقد تم بمقتضاه ترتيب المادة اللغوية في العديد من المعاجم القديمة، وفي كل المعاجم الحديثة. كما يتم اعتماد هذا الترتيب اعتمادًا كليًا في إنجاز الفهارس الملحقة بالمصنفات والأبحاث، فعلى أساسه يتم ترتيب المصادر والمراجع اعتمادا على اسم المؤلف أو عنوان الكتاب، والمؤلفين والأعلام والآيات وكل مادة يحتاج فيها إلى فهرسة. يتم استعمال هذا الترتيب مدخلًا للجذاذات في المكتبات سواء أكان المدخل اسم المؤلف أو عنوان المصنف أو موضوعه أو مجاله.[49]

### العصر العباسي
ما كاد الخطاطون يتربعون على عرش الخط في دمشق حتى أخذ العباسيون عرش الخلافة، فاتجهت أنظار الخطاطين والفنانين إلى بغداد عاصمة الدولة العباسية، وكان من الطبيعي أن يرحل إليها الخطاطون كما رحل إليها الأدباء والعلماء، ليكونوا أقرب إلى الخليفة والدولة وينالوا أجر إبداعهم من الخلفاء والأمراء والموسرين وغيرهم.
وإذا كان العصر الأموي عصر تأسيس وبناء، فإن العصر العباسي عصر ازدهار ورخاء وبذخ، وفي مثل هذا العصر لابد أن يزدهر كل فن، وينبغ كل من يمتلك أدنى ملكة فنيّة أو علمية. في العصر العباسي ذاعت شهرة الخطاط الضحاك بن عجلان في خلافة أبي العباس السفاح، والخطاط إسحاق بن حماد في خلافتي أبو جعفر المنصور وأبو عبد الله محمد المهدي، حتى بلغ الخط في عهدهما أحد عشر نوعًا. وتعددت أقلام الخطاطين وخطوطهم في عهد هذين الخطاطين حتى كانت مضرب المثل في إظهار ملكتهم في الحرف العربي. فلما جاء عصرا هارون الرشيد والمأمون نضجت العلوم والفنون والمعارف، وراح الخطاطون يجوّدون خطوطهم، وينافسون في ذلك، حتى زادت الخطوط على عشرين خطًا، منها المستحدث ومنها المطوَّر، فقد طوَّر الخطاط إبراهيم الشجري خط الثلث وخط الثلثين أكثر مما ابتدعه الخطاط قطبة المحرر، وقبيل نهاية القرن الثالث الهجري اخترع الخطاط يوسف الشجري أخو إبراهيم الشجري خطًا جديدًا سماه الخط المدور الكبير، حيث أعجب الفضل بن سهل وزير المأمون، فراح يعمِّمُه على جميع الكتب السلطانية الصادرة عن دار الخلافة، فأطلقوا عليه لقب الخط الرياسي، بينما انتشر عند سائر طبقات المجتمع باسم خط التوقيع، وقد استطاع الخطاط الأحول المحرر البرمكي أن يأخذ عن إبراهيم الشجري، وأن ينجح في اختراع خط جديد اسمه خط النصف الذي تفرعت منه خطوط جديدة فيما بعد.

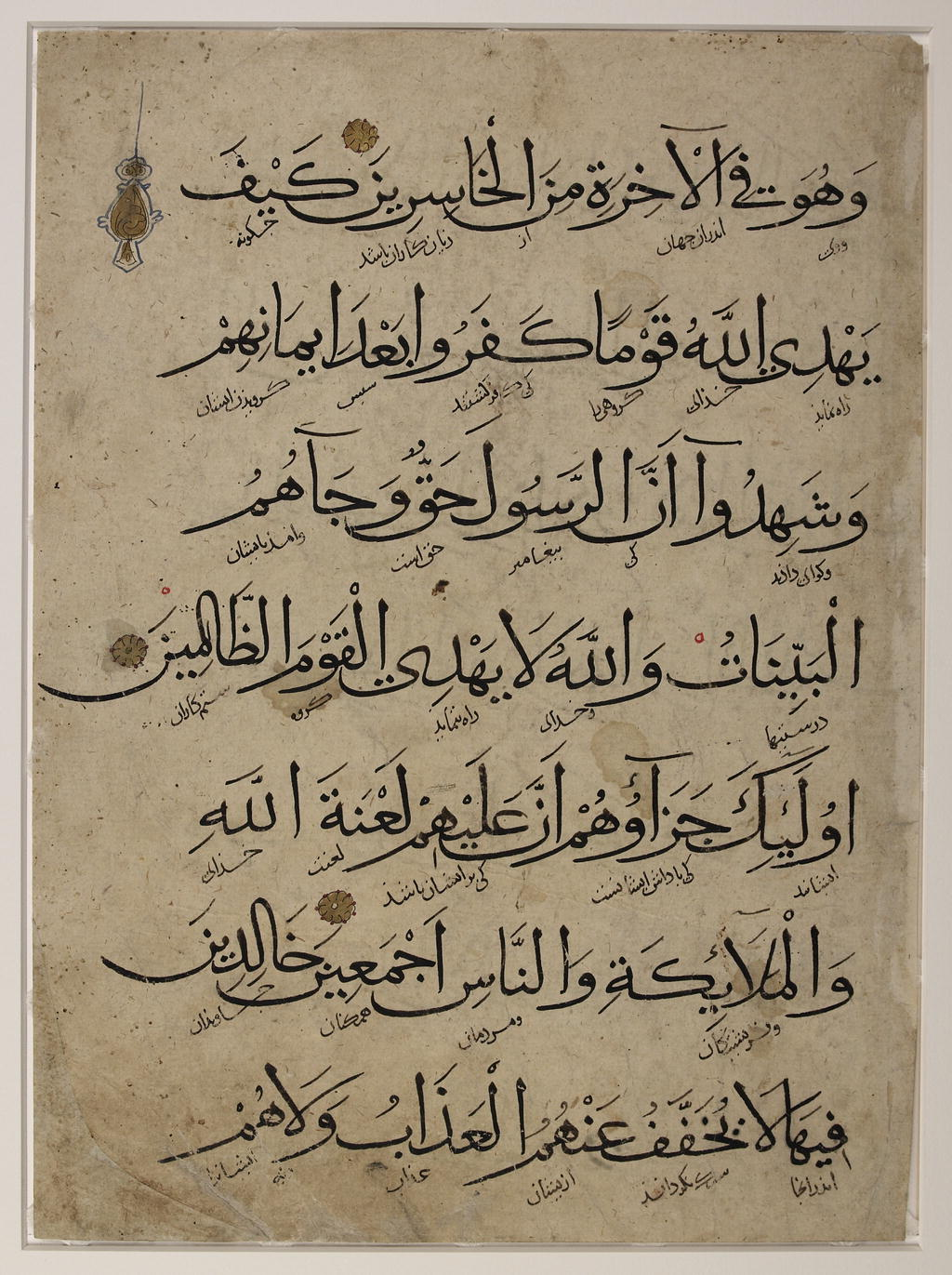
نَمُوذج لخط المُدَور الكَبير أو الخَطِّ التَوقِيع أو خط الإجازة الذي اخْتَرَعَه الخَطَّاط يُوسف الشَّجَري في العَصْر العَبَاسِي.

جاء أبو علي محمد بن مقلة الوزير (272 - 328 هـ) فضبط الخط العربي، ووضع له المقاييس، ونبغ في خط الثلث حتى بلغ ذروته، وضرب به المثل، كما أحكم خط المحقق، وحرر خط الذهب وأتقنه، وأبدع في خط الرقاع وخط الريحان، وميَّز خط المتن، وأنشأ الخط النسخي الحاضر وأدخله في دواوين الخلافة، وقد ترك ابن مقلة في الخط والقلم رسالته الهندسية. وقد زاد ابن مقلة في الأوساط الفنية كخطاط أنه كان وزيرًا لثلاثة خلفاء، ولفترات مختلفة، فقد كان وزيرًا لجعفر المقتدر بالله، والقاهر بالله والراضي بالله. وحينما غضب عليه الخليفة الراضي بالله قطع يده اليمنى، لكنه لم يترك الخط، بل كان يربط على يده المقطوعة القلم حينما يشرع في الكتابة، ثم أخذ يكتب بيده اليسرى فأجاد كما كتب بيمناه. استمرت رياسة الخط لابن مقلة حتى القرن الخامس الهجري، فاشتهر علي بن هلال المعروف بابن البوّاب المتوفى سنة 413 هـ، فهذّب طريقة ابن مقلة في الخط، وأنشأ مدرسة للخط، واخترع الخط المعروف بالخط الريحاني.
أما المصاحف التي خُطَّت في العصر العباسي فإن معظمها ترجع إلى القرن التاسع الميلادي، وهي مكتوبة على الرِّق بلونه الطبيعي، أو الملوّن الأزرق والبنفسجي أو الأحمر، وبمداد أسود أو ذهبي، وتظهر الحروف الكوفية فيها غليظة ومستديرة وذات مدَّات قصيرة، وجرَّات طويلة. وبلغت الخطوط في أواخر العصر العباسي أكثر من ثمانين خطًا، وهذه الكثرة شاهد على تقدم الفن والزخرفة إلى جانب الخط. وظهر في العصر العباسي خط اسمه الخط المقرمط وهو خط ناعم، حتى راح الخطاطون يتفنَّنون في رسم المصاحف رغم صغر الحجم، فهم يزوِّقونها، ويعتنون في جميع صفحاتها التي قد تصل إلى أدنى من (6×8 سم) وقد استطاع الخطاط أن يبري قلمه إلى جزء من المليمتر. ولم يكن الخط العربي وقفًا على الرجال في العصر العباسي، بل كانت المرأة تبرز في هذا المضمار الفني، ففي القرن التاسع الميلادي كانت هناك امرأة برزت في النسخ وجودة الخط، فأعجب بها أحمد بن صالح وزير الخليفة المعتضد بالله، وكتب عن براعتها ما يلي: «كان خطها كجمال شكلها، وحبرها كمؤخر شعرها، وورقها كبشرة وجهها، وقلمه كأنملة من أناملها، وطرازها كفتنة عينيها، وسكِّينها كوميض لمحتها، ومقطَّتها كقلب عاشقها». أما هندسة الحروف العربية وتجويدها فقد ازدهرت في الفترة الأولى من العصر العباسي، وكانت تنسب إلى رجلين من أهل الشام هما: الضحاك بن عجلان وإسحاق بن حماد. في العهد العباسي تعددت الأقلام العربية حتى بلغت 12 قلما هي: قلم الجليل، وقلم السجلات، وقلم الديباج، وقلم الطومار الكبير، وقلم الثلثين، وقلم الزنبور، وقلم المفتح، وقلم الحرم، وقلم المؤامرات، وقلم العهود، وقلم القصص، وقلم الخرخاج.

### الخط العربي في الأندلس

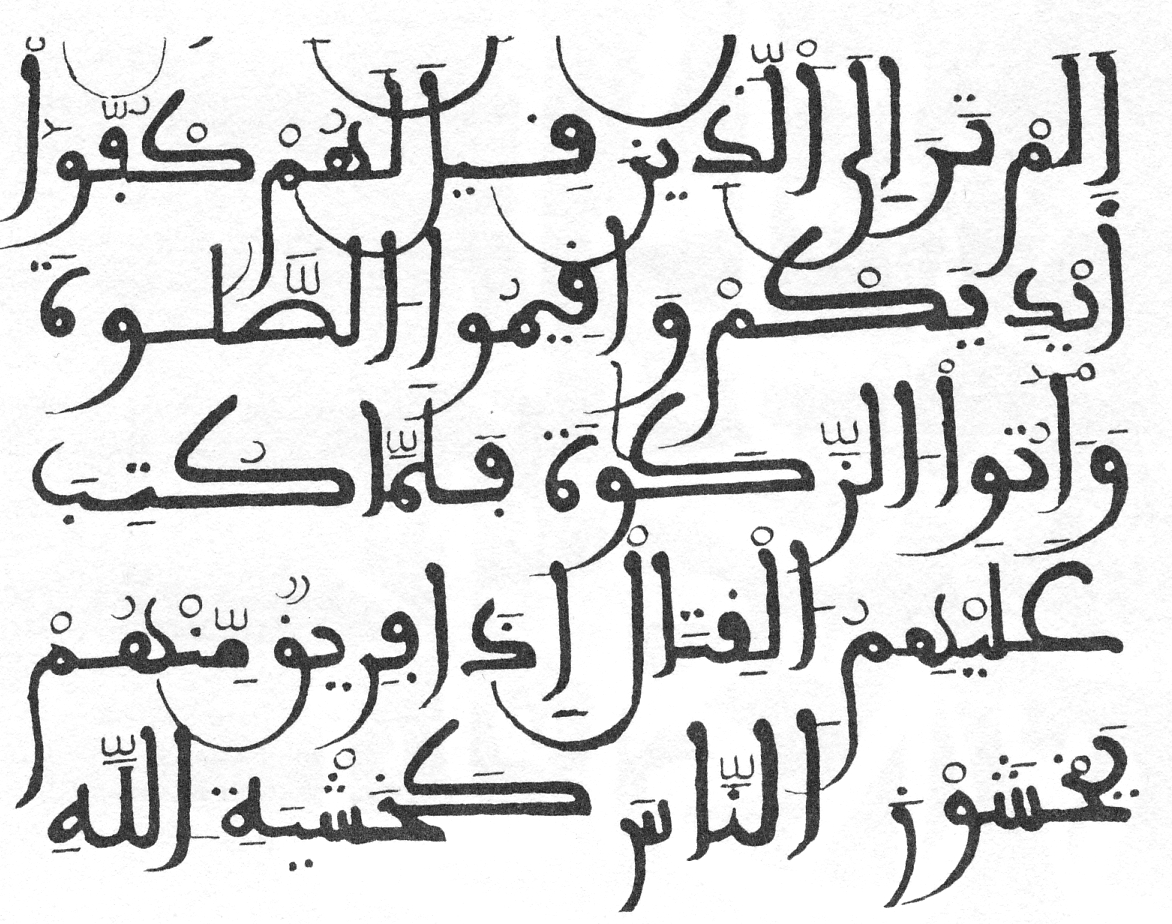
نَمُوذَج للخط الأندلسي من مصحف كتب بقرطبة في القرن الرابع عشر الميلادي.

في الأندلس وقع استعمال الخط الشامي إلى جانب الخط القيرواني في مصاحفهم ورقاعهم ومراسلاتهم، وقد قام الأندلسيون بتطوير الخط القيرواني، وأدخلوا عليه ليونة جديدة جيدة، ميزته عن المألوف وولدوا خطًا أسموه بالخط الأندلسي أو القرطبي، بالرغم من أن المسلمين الأولين كانوا يكتبون بالخط المشرقي. كان ظهور الخط الأندلسي في العهد الأموي مظهرًا من مظاهر استقلالهم عن المشرق، يقول ابن خلدون: «وتميز ملك الأندلس بالأمويين، فتميزوا بأحوالهم في الحضارة والصنائع، وتميز صنف خطهم الأندلسي كما هو معروف الرسم لهذا العهد». إن العصر الذي تم فيه الاندماج بين الأندلسيين والمغاربة كان عصراً غلب عليه الخط الأندلسي وانتشاره في بلدان المغرب. لم ينته الخط الأندلسي بنهاية الأندلس الإسلامية، وإنما ظل مرجعًا معتمدًا بعد ذلك في المغرب الأقصى، الذي احتضن تراث الأندلس، ومنه الخط وما يتعلق به. وأخذ الخط الأندلسي يطغى على القيرواني في ظل الحكم المرابطي، وظهر في هذا العصر خطاطون على الطريقة الأندلسية بين مغاربة وأندلسيين استوطنوا المغرب، وقد أدت مزاحمة الخط الأندلسي للقيرواني إلى حدوث منافسة بين الخطين.
تخضع الكتابة الأندلسية لنسبة هندسية هامة وترتيب يشهد بكثرة الصبر والتجويد، يظهر الخط الأندلسي مقوس الأشكال، والسطر العمودي هو دعامته، أدق من السطر الأفقي. تتجمع الحروف القصيرة والمستديرة على شكل الخط الإفرنجي القديم على رأي هوداس. وقد بلغت كتابة المصاحف عند أهل الأندلس من الكمال وحسن الخط ما لم تدركه من قبل ولا من بعد. والنتيجة الطبيعية لجودة الخط أن ألقى الخط بظلاله على المخطوطات. تحول الخط الأندلسي إلى المغرب، وفي مدينة فاس استقر وتفرغ، وامتاز الخط الفاسي باستدارات في حروف النون والباء الأخيرة والواو واللامات والصاد والجيم وما شابه ذلك، وبقي الخط الفاسي كما هو تقريبًا. وقد فقد قليلاً من أشكاله المتحررة وكسب مظهراً أكثر بساطة لما اقتبس من الأندلس رتابة في تناسق الحروف. جودت مدرسة المغرب والأندلس الخط الكوفي في القرون الخمسة الأولى للهجرة. وعندما لينته لأغراض التدوين، حافظت على عدة حروف منه على حالتها في الكوفي، وكانت أنواع الخطوط قليلة وفروعها ضئيلة، وليس لها قواعد تضبطها.

### العصر الفاطمي

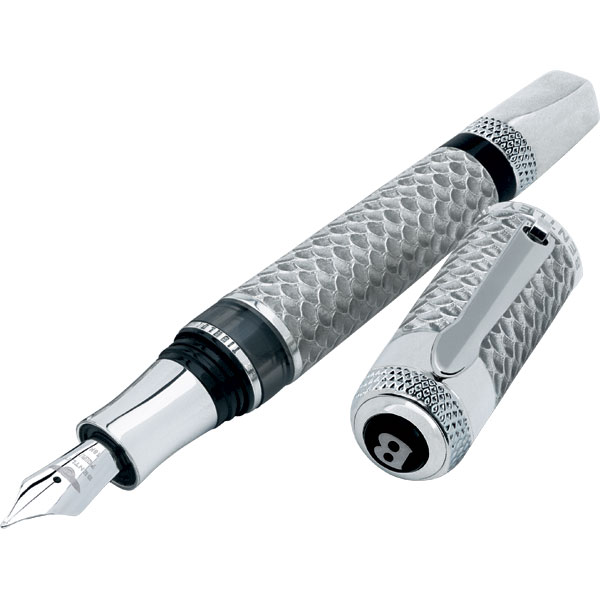
نَمُوذَج لأحَد أَقْلام الحِبْرِ السَّائِلَة التي اُخترعَت في عَهْد المعز لدين الله الفاطمي.َ

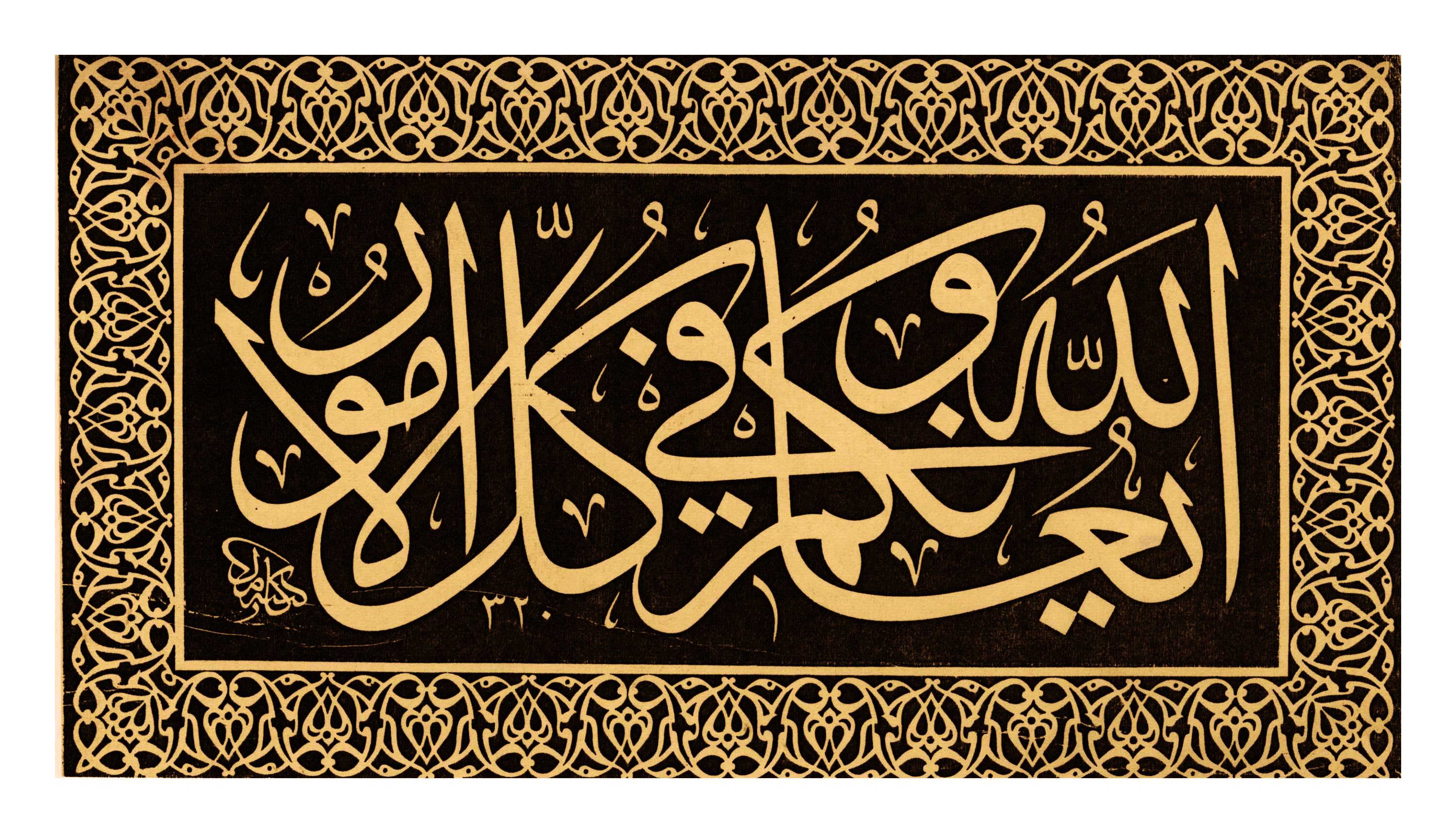
تكوين خطي بخط الثلث

اعتنى الفاطميون في مصر بالخط العربي عنايةً كبيرة، وقاموا بكتابته على المآذن والقباب والأروقة وقصور الخلفاء وأضرحة العلماء، وزيَّنوا به واجهات الحمامات والمكتبات العامة ومضامير الخيل وواجهات السجون والأماكن العامة، وظهر في مصر الخط الفاطمي، والخط الكوفي الفاطمي، وامتاز كل منهما بهوية خاصة، واختلفا عن غيرهما من الخطوط الأخرى.
ازدهرت مصر خلال العصر الفاطمي ثقافيًا، وانتعش الكتاب صناعة وزخرفة وتجليدًا وتذهيبًا وتسويقًا، بل إن المبدعين استطاعوا خلال العصر الفاطمي أن يخترعوا قلم الحبر السائل الذي امتاز بخزَّان صغير للحبر وله ريشة، وهو لا يختلف عن أقلام الحبر السائل الحديثة، وقدَّم مخترعه هذا القلم للخليفة الفاطمي هدية، لكنه لم يعممه ولم يصنع منه أقلامًا أخرى ويبيعها لسائر الناس، لأن المجتمع المصري كان يحفل بأنواع مختلفة من أقلام الخط الدقيقة الصنع، التي تبلغ ريشتها جزء من عشرة من السنتيمتر الواحد، والتي خطُّوا بها مصاحف صغيرة جدًا توضع في الجيب، أو ربما تعلق بالحلق.
استمرت فترة الخلافة الفاطمية أكثر من مائتي سنة (359 هـ - 566 هـ) وكان عصر المعز لدين الله الفاطمي عصرًا ذهبيًا لهذه الفترة، وهو الذي كتب بقلم الحبر السائل. لا تزال قصور الخلفاء والأمراء الفاطميين تحكي قصة الفن الذي توصل له الخطاط والنقاش والنُحَّات في ذلك العصر، بل إن المآذن التي أقيمت خلال تلك الفترة تعتبر اليوم من روائع البناء الإسلامي. كان منطلق الخط في مصر ديوان الإنشاء، وكان لا يرأس هذا الديوان إلّا أجلَّ كتاب البلاغة، ويلقب بـ كاتب الدست الشريف. وكان المحمل الذي يتقدم قوافل الحجيج المصريين، والفاطميون من أوائل من ابتدع المحمل الشريف، حيث كان يزدان بالخطوط الذهبية الرائعة، والزخارف الإسلامية الجميلة، بحيث أن من يقود ذلك الجمل يزداد شرفًا، ويحمل لقبًا، ويورث ذلك لأحفاده من بعده.

### العصر الأيوبي والمملوكي
عندما استولى الأيوبيون على القاهرة عاصمة الخلافة الفاطمية، شاع في العصر الأيوبي خط الثلث، والذي يسميه البعض بالخط الأيوبي، حيث زينت به أبواب المساجد الكبرى، ودور القران والمدارس الأيوبية. كذلك بدأت الخطوط المستديرة تحل مكان الخطوط الكوفية على واجهات القصور والأبنية.
في العصر المملوكي عاد الخط الكوفي إلى الظهور مجددًا بعد أن اتخذه المماليك عنصراً زخرفياً، ولكن الخط الكوفي انتشر بشكل واسع، حيث زينت به أبواب المساجد والخوانق والمدارس المملوكية. وقد جدد في العصر المملوكي الخطوط المشتقة من خط الطومار الكبير، وهما: خط الثلث وخط الثلثين (خط السجلات)، الذي دونت به سجلات الحكومة في العصر المملوكي.

### العصر العثماني

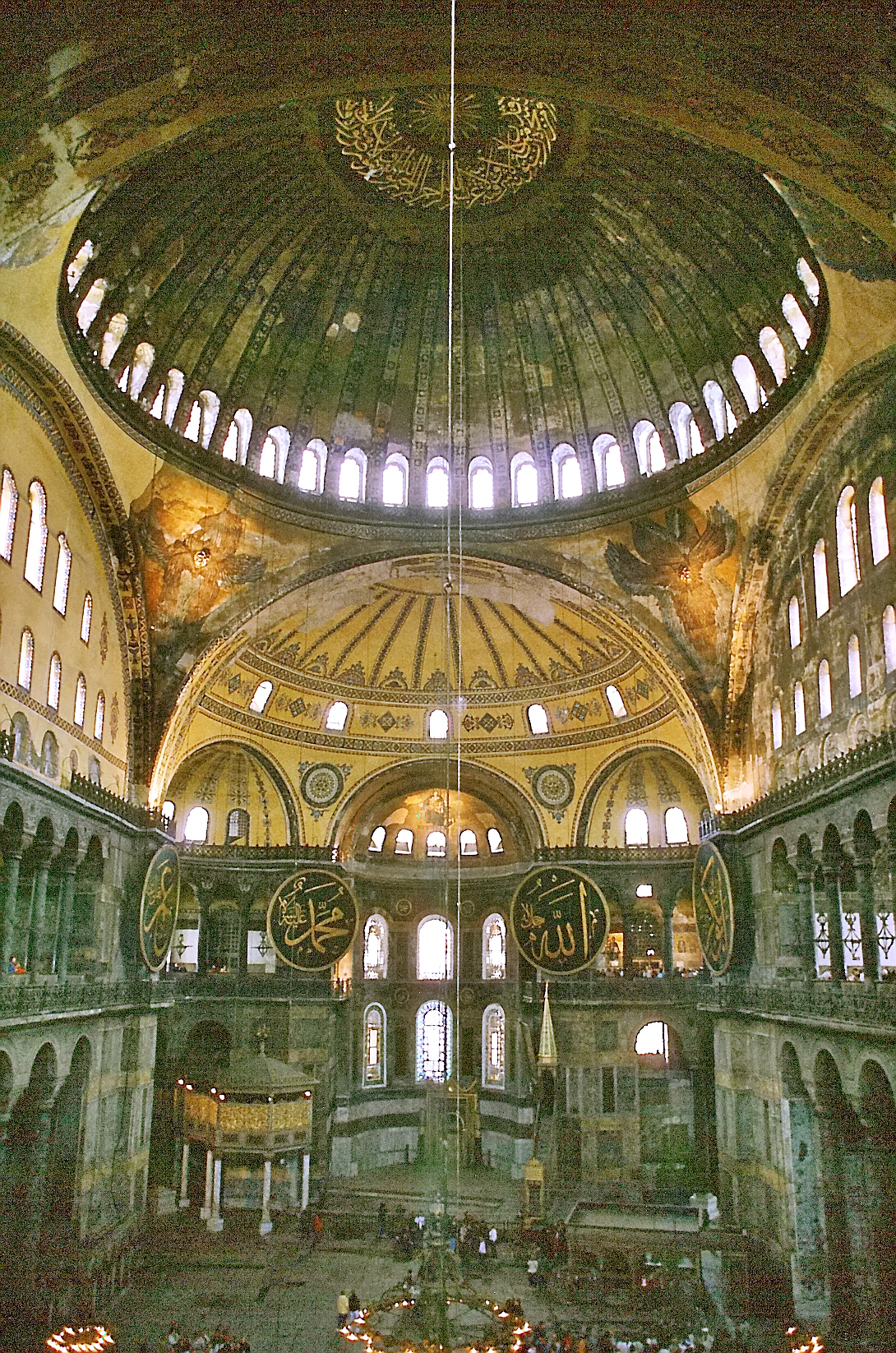
مَسْجِد آيَا صُوفْيَا في إسطنبول، ويَظْهَر فيها لَفْظَ الجَلالَة بِجَانِب اسْم مُحَمَّد مَعَ اسْمَي أَبُو بَكر وعُمَر، وكُلُّهَا مَكْتُوبَة بِخَط الثَّلُث.

ورث العثمانيون الخط عن مدرسة تبريز التي ازدهرت ليس في الخط فحسب، وإنما في صناعة الكتاب أيضًا، بل ونشطت فيما يتعلق بالكتاب من صناعة الورق والخط والزخرفة والتجليد والرسوم والتذهيب وغير ذلك. كان للأساتذة الإيرانيين الفضل في هذا التفوق الذي أحرزه العثمانيون، فصاروا لهم بعد ذلك أندادًا، وصاروا يمثلون مدرسة مستقلة ذات شهرة متميزة في خط الثلث، ولكبار الخطاطين الأتراك مصاحف كثيرة محفوظة إلى الآن في المتاحف التركية، وخاصة في متحف الأوقاف في إسطنبول، حيث أضافوا إلى هذا الخط الزخرفة والتجليد. وراح الخطاطون يبدعون في خط المصاحف الصغيرة التي توضع في الجيب، وحيث أن الدولة العثمانية دولة خلافة إسلامية سُنِّيَّة فإنها شجعت على انتشار الخط العربي بأنواعه، بحيث انتحل الترك أنفسهم الخط العربي، ولا تجد في تركيا إنسانًا على شيء من التعليم لا يستطيع أن يفهم لغة القرآن بسهولة. ونال الخطاطون احترام الخلفاء، فنالوا منهم الحظوة، وأغدقوا عليهم العطايا، وجعلوهم من المقربين منهم، وأسندوا لهم العمل في الدواوين التابعة للدولة، وبرواتب عالية.
امتلأت مساجد الخلافة العثمانية بالخطوط الرائعة، والزخارف الجميلة لكبار الخطاطين الأتراك، وغير الأتراك الذين استقطبتهم دار الخلافة العثمانية للعمل في عاصمة الدولة برواتب عالية. في الفترة المتأخرة لهذه الخلافة برز خطاطون طبَّقت شهرتهم العالم الإسلامي من مشرقه إلى مغربه، وخلدوا لنا لوحاتهم الرائعة، أولهم: الخطاط حمد الله الأماسي الذي يعتبر إمام الخطاطين العثمانيين، الثاني: الخطاط الحافظ عثمان الملقب جلال الدين الذي كتب خمسة وعشرين مصحفًا بيده. وقد طبع مصحفه في سائر البلاد العربية والإسلامية، وخاصة في دمشق فقد تبنّته مطبعتان عريقتان هما مطبعة الملاح والمطبعة الهاشمية، ولأكثر من نصف قرن طبعتا عشرات الطبعات بعضها مهمَّش بتفسير الجلالين، أو أفردوا أجزاءه في طبعات مستقله، الثالث: الخطاط يوسف رسا الذي خط لوحات في المساجد التركية، ومساجد بلاد الشام وغيرها لا تزال باقية لوحاتها المعدنية أو المرقومة على الجدران الجصية أو المنحوتة على الرخام.
يُعتبر العصر العثماني عصر نضوج الخط العربي في العصور المتأخرة، ويكاد يطلق عليه العصر الذهبي للخط العربي وذلك لأسباب كثيرة منها: أن الدولة العثمانية دولة واسعة المساحة جمعت الجنسيات والألسن والألوان البشرية المختلفة تحت مظلة الإسلام، وأن فترة حكمها طالت حتى بلغت قرونًا، وكانت تعتبر التصوير حرامًا، لذلك شجَّعت الخطوط والزخارف والنقوش لسد فراغ تحريم التصوير. وكان الخلفاء يقربون منهم العلماء والأدباء والمبدعين، ويستقطبونهم إلى عاصمة خلافتهم، ويغدقون عليهم المنح والعطايا المختلفة، بل نجد بعض الخلفاء قد تتلمذ على أيدي الخطاطين وأخذوا عنهم مبادئ الخط العربي، ومن ذلك تتلمذ السلطان مصطفى الثاني والسلطان أحمد الثالث على يد الخطاط الحافظ عثمان، وكان خطاط السلطان الخاص يتقاضى أربعمائة ليرة عثمانية ذهبًا في الشهر، وبلغ العثمانيون من الترف ما جعل ذوي الإبداع يعملون في قصورهم النقوش والزخارف والرسوم بمبالغ عالية. واستطاع الخطاطون في ظل تكريم الدولة لهم، وإغداقها العطايا عليهم، أن يبتكروا خطوطًا جديدة كخط الرقعة والطغراء والديواني والديواني الجلي وغيرها.

### الخط العربي في إيران

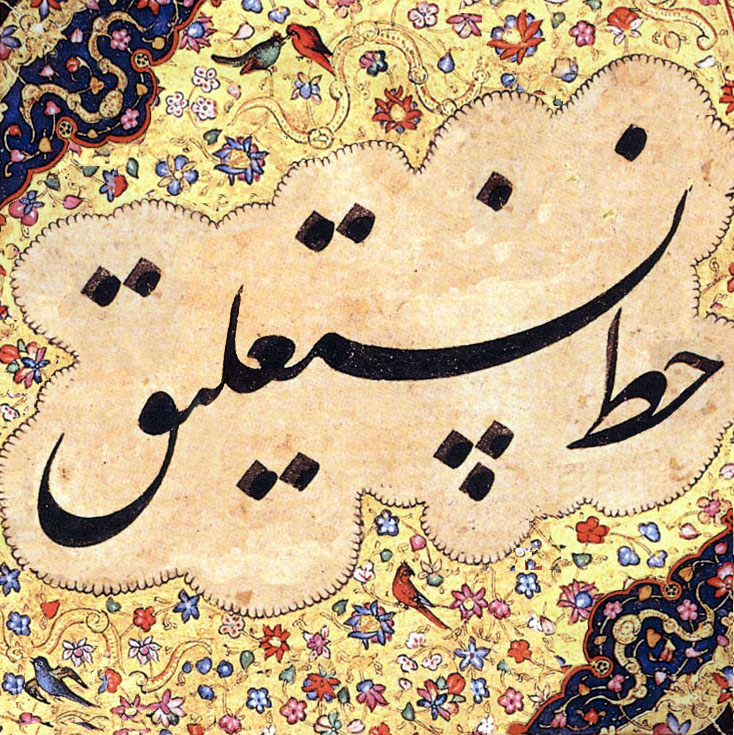
خَط النَّسْتِعْلِيق أَحَد ابتِكَارات الإيْرَانِيِّين فِي فَن الخَطِّ العَرَبِي.

استطاع الفنانون الإيرانيون أن يبدعوا في الفن التصويري لمضامين المخطوطات الفارسية والعربية، كما نجحوا في تجويد الخط وتحسينه وتطويره، فقد امتاز الخطاط الإيراني بالجودة والإتقان، وكان في أغلب أحيانه مبدعًا في لوحاته. ابتكر الخطاطون الإيرانيون الخط الفارسي في القرن السابع الهجري (الثالث عشر الميلادي). ثم ابتكروا خط النستعليق من الخط الفارسي والنسخ والتعليق، وكان هذا الابتكار بجهود الخطاط عماد الدين الشيرازي الحسني، إذ وضع له قاعدة اشتهرت باسمه فيما بعد فسمِّيت قاعدة عماد. كما حوَّروا الخط الكوفي فأصبحت المدَّات فيه أكثر من الجرَّات.
اشتهرت مدينة مشهد بخط النستعليق حتى كادت أن تسبق جميع المدن الإيرانية، ومن أهم شواهده ما وجد في جامع الإمام الرضا ذي القباب الذهبية، إذ تجسد إبداعات الخطاطين الإيرانيين، فالخطوط التي نقشت على القباب والمآذن شاهدة على مدى الإتقان والجودة التي حظوا بها. وقد أجاد الخطاطون في نقش الخطوط وزخرفتها على قطع السيراميك في شوارع مدينة مشهد على كثرتها، بحيث يرى السائر فيها أنه في متحف مفتوح للخط العربي. أما مدينة أصفهان التي يقول أهلها أنها نصف جهان أي نصف العالم، فكانت عاصمة الدولة الصفوية التي خلفت خطوطًا ولوحات وزخارف غاية في الجمال. من هذه الأماكن الأثرية التي احتوت خطوطًا رائعة: الجامع الكبير في أصفهان، وجامع لطف الله، والأربعون عمودًا، والجسور الكثيرة المنتشرة على نهرها الكبير زينده رود مثل جسر خاجو.
اهتم شاهات فارس وأمراؤها بالخط، فقد أنشأ الوزير المغولي رشيد الدين ضاحية سماها ربع رشيد، كذلك أصبحت هراة في عهد الصفويين عاصمة الخط والتصوير، وكان كمال الدين بهزاد معلم التصوير، وموجه الخطاطين. ولم تقتصر أمور الخط والإبداع على الخطاطين الذين اعتمدوا الخط فنًا ومهنة، بل تعدتهم إلى الأمراء والحكام وذوي السلطان، فقد كانوا يجدون في النسخ والخط شرفًا وبركة ومجدًا.

### العصر الحديث
استمر تطور الخط العربي في العصر الحديث بعد سقوط الدولة العثمانية، فقام الخطاطون العرب بابتداع أنماط وخطوط هجينة اختلطت فيها أنماط الخط، ومن ذلك خط التاج الذي ابتدعه الخطاط المصري محمد محفوظ، الذي كان يعمل خبيرًا فنيًا بالمحاكم في عهد الملك فؤاد، وسميت بحروف التاج لأن الفكرة كانت فكرة صاحب التاج ملك مصر الأسبق فؤاد. وهو عبارة عن الإشارة كأنها لام ألف مقلوبة مقوسة وموضعها فوق رأس الحرف على غرار الحروف الاستهلالية في اللغة الإنجليزية، وذلك ليهتدي القارئ لما ترمى إليه الجمل أو الكلمات، وقد رجح استعمالها في حروف خط النسخ لأنها أجمل وقعًا عليه من سائر الخطوط الأخرى.
أضاف خطاطو العصر الحديث بعدًا جماليًا جديدًا للخط العربي، فأصبح الخط العربي فنًا تشكيليًا له عناصره ومقوماته الخاصة به، حيث يمكن أن تتم اللوحة كتابة وتكوينًا باستخدام الألوان المتعددة، أو اللون الواحد بدرجاته، أو اللونين الأبيض والأسود أو غيرهما، كما يمكن أن تكون الكتابة جزءً من اللوحة التشكيلية، أو أن تكون الحروف في لوحة ما عناصر لا تتعلق بالمضمون، أي أن الحروف هنا تكون أشكالًا وهياكل متممة للوحة فقط. كما ظهر في العصر الحديث توجُّه للاعتماد على الحاسوب في المساعد على الكتابة العادية، ويعتقد الخطاطون أن هذه البرامج تساعد على الكتابة، أما الخط فلا يمكن أن يكتبه بإتقان إلا متعلم للخط يلم بفنون كتابته، وبالنسب العلمية للحروف وأشكالها وأطوالها وطمسها أو مدها وسوى ذلك من قواعد كتابة الخط العربي، وأضافوا أن البرنامج لا يُستخدم بالشكل الأفضل إلا من قبل خطاط.

## أنواع الخط العربي

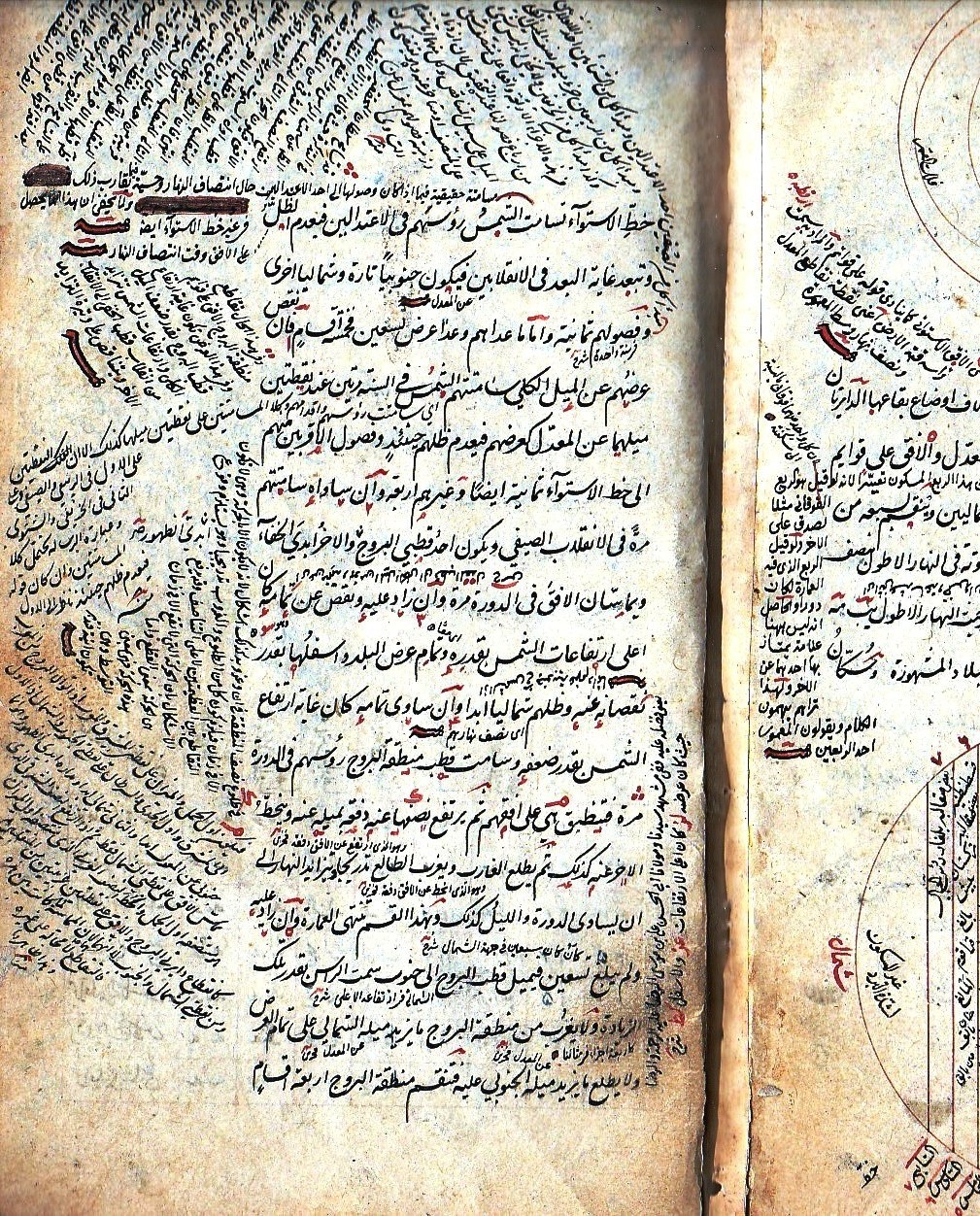
كتاب تشريح الأفلاك من القرن الثامن عشر

سار الخط العربي في رحلة حياته مسيرة طويلة، فقد نشأ نشأة عادية وبسيطة، ثم تطور مع تطور الحضارة. وإذا ما تم دراسة هذه الرحلة، فيتبين أن مسيرته قبل الإسلام كانت بطيئة جدًا بينما نجده يقفز قفزات سريعة بعد الإسلام ويصل إلى درجة الإبداع، حيث تناوله الخطاطون بالتحسين والتزويق، وأضفوا عليه من إبداعهم جماليات لم تخطر على بال فنان سابق. استطاع الخطاط العربي أن يبتكر خطوطًا جديدة من خطوط أخرى فهذا ابن مقلة يبتكر خط الثلث، وقد اشتقه من خطي الجليل والطومار، وسماه في أول الأمر خط البديع، ثم استطاع أن يحسِّنه ويجوده حتى فاق فيه غيره، واشتهر بنيل قصب السبق فيه إلى عصرنا هذا، واعتبر مهندسًا للحروف العربية. ثم جاء ابن البواب فزاد الخط جودة وجمالًا، واستطاع الخطاط التركي ممتاز بك أن يبتكر خط الرقعة من الخط الديواني وخط سياقت حيث كان خط الرقعة خليطًا بينهما. استمرت رحلة الخط جودة وتطويرًا، حتى كان الخط الحديث الذي ظهرت له نماذج كثيرة خالية من القواعد والضوابط.
سميت الخطوط العربية بأسماء المدن أو الأشخاص أو الأقلام التي كتبت بها، وقد تداخلت هذه الخطوط في بعضها، واشتق بعضها من الآخر، وتعددت رسوم الخط الواحد، فكانت لكثرتها تشكل فنًا من الفنون التي أبدعها الخطاطون العظام كالخط الكوفي مثلًا. ومن أهم أشهر الخطوط في العربية:

### الخط الكوفي
يعتبر الخط الكوفي من أقدم الخطوط، وهو مشتق من الخط النبطي الذي ينسب إلى الأنباط، والذي كان متداولًا في شمال شبه الجزيرة العربية وجبال حوران، وقد اشتقه أهل الحيرة والأنبار عن أهل العراق، وسمي فيما بعد بالخط الكوفي حيث انتشر منها إلى سائر أنحاء الوطن العربي، ولأن الكوفة قد تبنَّته ورعته في البدء. وقد كتبت به المصاحف خمسة قرون حتى القرن الخامس الهجري، حين نافسته الخطوط الأخرى كالثلث والنسخ وغيرهما. أقدم الأمثلة المعروفة من هذا الخط من القرآن نسخة سجلت عليه وقفية مؤرخة في (168 هـ / 784 - 785م) وهي محفوظة في دار الكتب المصرية بالقاهرة.
كان الخطاطون والوراقون يزخرفون المصاحف وعناوين السور زخرفة جميلة، وبعضهم يزخرفون بداية المصحف ونهايته أيضًا بزخارف جد بديعة، من مربعات ومستطيلات، وزخارف متعاشقة، وصور مقرنصات نازلة وانظرة. وأشجار مروحية أو نخيل، مما يزيد جمال الخط جمالاً أخاذاً. تمتاز حروف الخط الكوفي بالاستقامة، وتكتب غالبًا باستعمال المسطرة طولًا وعرضًا، وقد اشتهر هذا الخط في العصر العباسي حتى لا يكاد يوجد مئذنة أو مسجدًا أو مدرسة أو خانًا يخلو من زخارف هذا الخط. ويعتمد هذا الخط على قواعد هندسية تخفف من جمودها زخرفة متصلة أو منفصلة تشكِّل خلفية الكتابة.

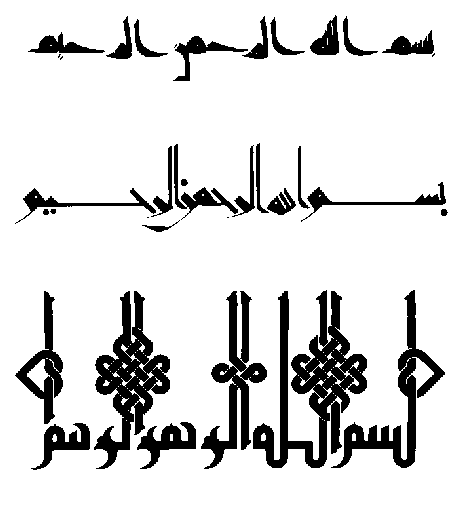
ثَلاثَة خُطُوط كُوفِيَّة مِنَ الأعْلَى إلى الأسْفَل: كُوفِي قَدِيْم، كُوفِي مَشْرِقِي، كُوفِي مُضَفَّر

تطور هذا الخط تطورًا مذهلًا، حتى زادت أنواعه على سبعين نوعًا، كلها ترسم بالقلم العادي على المسطرة، ولم يعد وقفًا على الخطاطين، فقد برع فيه فنانون ونقاشون ورسامون، وغير مهتمين بالخط، بل برع فيه كثير من هواة الرسم والذوق، وابتكروا خطوطاً كثيرة لها منها: الكوفي البسيط، والكوفي المسطَّر ويسمى المربع أو الهندسي التربيعي، والخط الكوفي المسطَّر المتأثر بالرسم، والخط الكوفي المسطَّر المتأثر بالفلسفة، والخط الكوفي المتشابك، والكوفي المتلاصق، والكوفي المورَّق.
يعتبر الخط الكوفي أفضل أنواع الخطوط العربية للفن والزخرفة، وهذا ما دعا غوستاف لوبون في كتابه حضارة العرب لأن يقول: «إن للخط العربي شأن كبير في الزخرفة، ولا غرو فهو ذو انسجام عجيب مع النقوش العربية، ولم يستعمل في الزخرفة حتى القرن التاسع الميلادي غير الخط الكوفي ومشتقاته كالقرمطي والكوفي القائم الزوايا». ولا يعتبر من يتقن هذا الخط خطاطًا بارعًا، بل يعتبرونه فنانًا، لأنه لم يعد وقفًا على الخطاطين، بل برع فيه النحاتون على الرخام أيضًا، والمزخرفون على جدران الجص وغيره. وقد تراجع الخط الكوفي من واجهات الأبنية، وكتابات الخطاطين منذ القرن السادس الهجري، إذ راح الخط النسخي يحلُّ محله شيئًا فشيئًا، ثم حل محل الخط الكوفي القديم بالمنطقة المغربية الإسلامية خط جديد مازال يستعمل في المغرب وطرابلس وما بينهما، وعرف باسم الخط العربي. وراح هذا الخط يملأ عناوين الكتب وخطوطها، ورؤوس الفصول والأبواب والحواشي في سائر الكتب التي تنسخ من طرابلس إلى أقصى المغرب، ومن ثم إلى الأندلس، حتى وجد هذا الخط في زخارف ونقوش على الحجر والجبس في الجدران والقصور والحصون والقلاع والمساجد، وعلى أبواب ونوافذ المنشآت الضخمة، وفي بيوت وقصور الأمراء والأثرياء. يستعمل الخط الكوفي بأنواعه المختلفة والكثيرة للزخارف والزينة، وأحيانًا يغوص الخطاطون فيه في التعقيد والإبهام، حتى ليصعب على القارئ العادي أن يقرأ كلمة منه. وكتبت به المصاحف على الرق حتى القرن التاسع الميلادي حيث ظهرت الخطوط الكوفية فيها غليظة ومستديرة، وذات مدَّات قصيرة. وقد استخدم الخط الكوفي في مصر والشام والعراق خلال القرن التاسع وشطرًا من القرن العاشر الميلادي، واستمر استعماله حتى القرن الحادي عشر حيث قلَّ استعماله في كتابة القرآن الكريم، وأصبح خط النسخ بديلًا له، حيث بقيت البسملة في المصاحف بهذا الخط.

### خط الرقعة أو الرقاع
هو خط يستخدمه كثير من الناس في كتاباتهم اليومية، وهو من أصول الخطوط العربية وأسهلها، يمتاز بجماله واستقامته، وسهولة قراءته وكتابته، وبعده عن التعقيد، ويعتمد على النقطة، فهي تكتب أو ترسم بالقلم بشكل معروف. يقال إن تسميته نسبة إلى كتابته على الرقاع القديمة، لكن هذه التسمية لم تلاق استحسانًا لدى بعض الباحثين الذين قالوا إن الآراء غير متفقة على بدء نشوء خط الرقعة وتسميته، التي لا علاقة لها بخط الرقاع القديم، وأنه قلم قصير الحروف، يحتمل أن يكون قد اشتق من الخط الثلثي والنسخي وما بينهما، وأن أنواعه كثيرة. وكان فضل ابتكاره للعثمانيين، إذ ابتكروه حوالي عام 850 هـ، ليكون خط المعاملات الرسمية في جميع دوائر الدولة، لامتياز حروفه بالقصر وسرعة كتابتها.
يستعمل خط الرقعة في كتابة عناوين الكتب والصحف اليومية والمجلات، واللافتات والدعاية. ومن ميزة هذا الخط أن الخطاطين حافظوا عليه، فلم يشتقوا منه خطوطًا أخرى، أو يطوروه إلى خطوط أخرى، تختلف عنه في القاعدة، كما هو الحال في الخط الفارسي والديواني والكوفي والثلث وغيرها. يعتبر خط الرقعة من الخطوط المتأخرة من حيث وضع قواعده فقد وضع أصوله الخطاط التركي الشهير ممتاز بك المستشار في عهد السلطان عبد المجيد خان حوالي سنة 1280 هـ، وقد ابتكره من الخط الديواني وخط سياقت حيث كان خليطًا بينهما قبل ذلك. يُعد خط الرقعة الخط الذي يكتب به الناس في البلاد العربية عدا بلدان المغرب العربي عمومًا، وإن كان بعض العراقيين يكتبون بالثلث والنسخ.

### خط النسخ

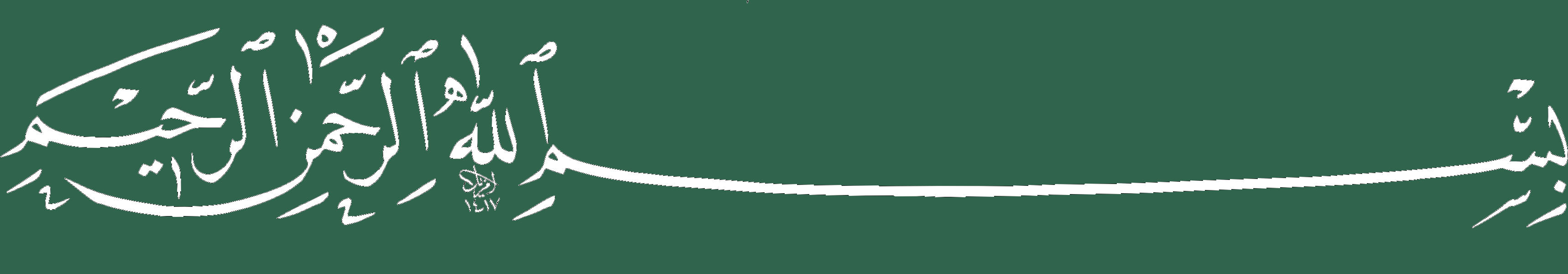
البسملة مَكْتُوبَة بِخَطِّ النَّسْخ.

يعتبر خط النسخ من أقرب الخطوط إلى خط الثلث، بل إنه من فروع قلم الثلث، ولكنه أكثر قاعدية وأقل صعوبة، وهو لنسخ القرآن الكريم، وأصبح خط أحرف الطباعة. وهو خط جميل، نسخت به الكتب الكثيرة من المخطوطات العربية، ويحتمل التشكيل، ولكن أقل مما امتاز به خط الثلث. وقد امتاز هذا الخط في خطوط القرآن الكريم، إذ وجد أن أكثر المصاحف بهذا الخط الواضح في حروفه وقراءته، كما أن الحكم والأمثال واللوحات في المساجد والمتاحف كتبت به.
خط النسخ الذي يكتبه الخطاطون اليوم، هو خط القدماء من العباسيين الذين ابتكروا وتفننوا فيه، فقد حسَّنه ابن مقلة، وجوده الأتابكيون وتفنن في تنميقه العثمانيون، حتى وصل بحلَّته القشيبة، بالغًا حدَّ الجمال والروعة. تستعمل الصحف والمجلَّات هذا الخط في مطبوعاتها، فهو خط الكتب المطبوعة اليوم في جميع البلاد العربية. وقد طور المحدثون خط النسخ للمطابع والآلات الكاتبة، ولأجهزة التنضيد الضوئي في الحاسوب، وسموه الخط الصحفي لكتابة الصحف اليومية به.

### خط الثلث

البَسْمَلَة كُتِبَت بخَطِّ الثَلُث.

يعتبر خط الثلث من أجمل الخطوط العربية، وأصعبها كتابة، كما أنه أصل الخطوط العربية، والميزان الذي يوزن به إبداع الخطاط. ولا يعتبر الخطاط فنانًا مالم يتقن خط الثلث، فمن أتقنه أتقن غيره بسهولة ويسر، ومن لم يتقنه لا يُعد بغيره خطاطًا مهما أجاد. وقد يتساهل الخطاطون في قواعد كتابة أي نوع من الخطوط، إلاّ أنهم أكثر محاسبة، وأشد تركيزًا على الالتزام في القاعدة في هذا الخط، لأنه الأكثر صعوبة من حيث القاعدة والضبط.

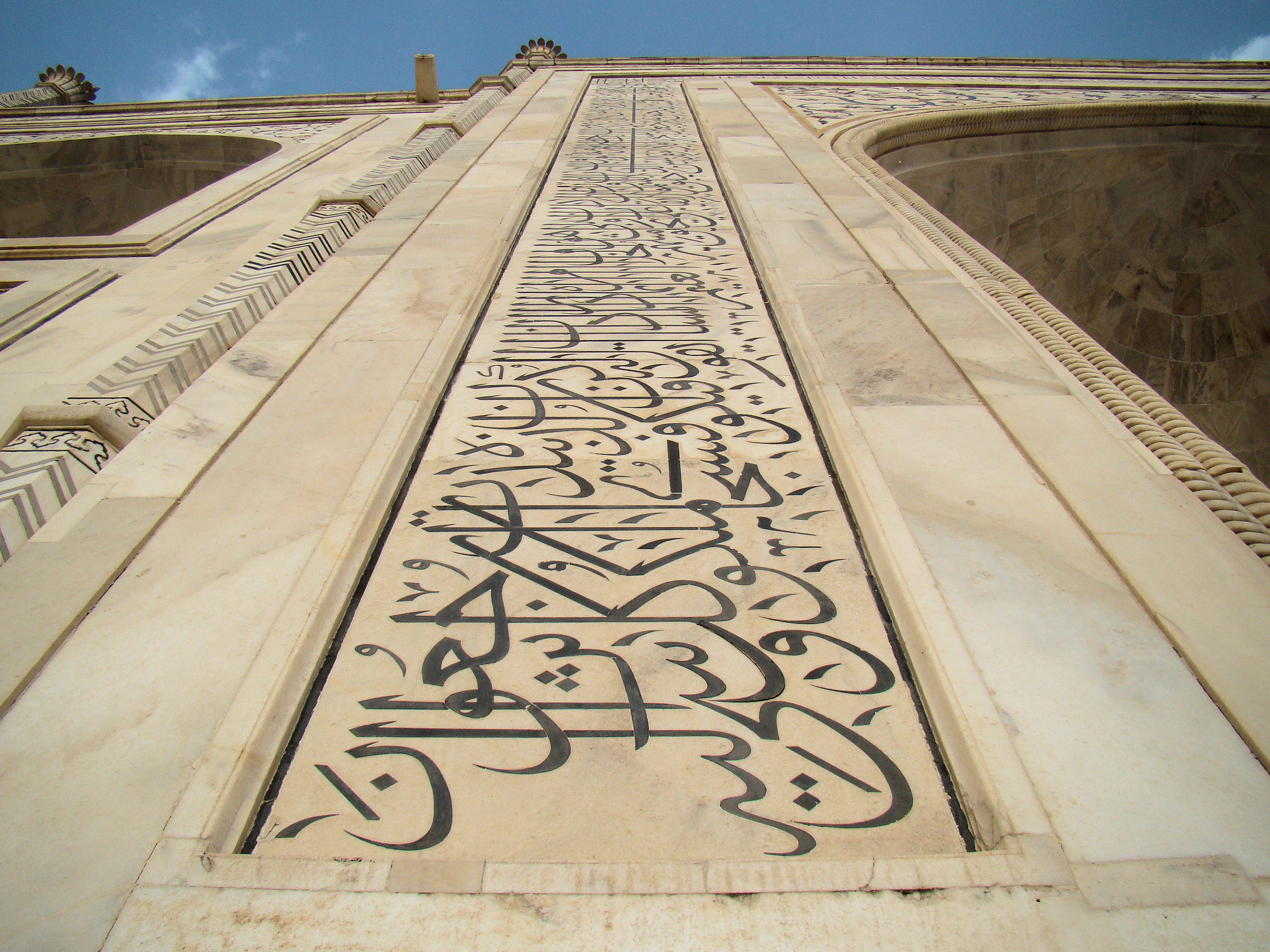
نَمُوذَج لِخَطِّ الثَلُث مَكْتُوب عَلَى أَحَد أَقْواسِ تاج محل.

تطور خط الثلث عبر التاريخ عما كان عليه في الأصل الأموي الطومار، وابتكر منه خط المحقق والخط الريحاني خطاط بغداد ابن البواب. ثم خط التوقيع ثم خط الرقاع ثم خط الثلثين وهو خط أصغر من خط الطومار، وخط المسلسل الذي ابتدعه الخطاط الأحول المحرر، ثم خط الثلث العادي، وخط الثلث الجلي وخط الثلثي المحبوك والخط الثلثي المتأثر بالرسم، والخط الثلثي الهندسي، والخط الثلثي المتناظر. استعمل الخطاطون خط الثلث في تزيين المساجد، والمحاريب، والقباب، وبدايات المصاحف. وخطّ بعضهم المصحف بهذا الخط، واستعمله الأدباء والعلماء في خط عناوين الكتب، وأسماء الصحف والمجلات اليومية والأسبوعية والشهرية، وبطاقات الأفراح والتعزية، وذلك لجماله وحسنه، ولاحتماله الحركات الكثيرة في التشكيل سواء كان بقلم رقيق أو جليل.
يعتبر ابن مقلة المتوفى سنة 328 هـ، واضع قواعد هذا الخط من نقط ومقاييس وأبعاد، وله فضل السبق عن غيره. وجاء بعده ابن البواب علي بن هلال البغدادي المتوفى سنة 413 هـ، فأرسى قواعد هذا الخط وهذبه، وأجاد في تراكيبه، ولكنه لم يتدخل في القواعد التي ذكرها ابن مقلة من قبله فبقيت ثابتة إلى اليوم. ورغم أن الخطاطين الإيرانيين قد سبقوا غيرهم في الخط الفارسي النستعليق، إلا أن هناك عددٌ من اللوحات بهذا الخط في طهران، واستطاع الخطاط الإيراني أن يكسب فيها مقدرته الفنية.

### الخط الفارسي

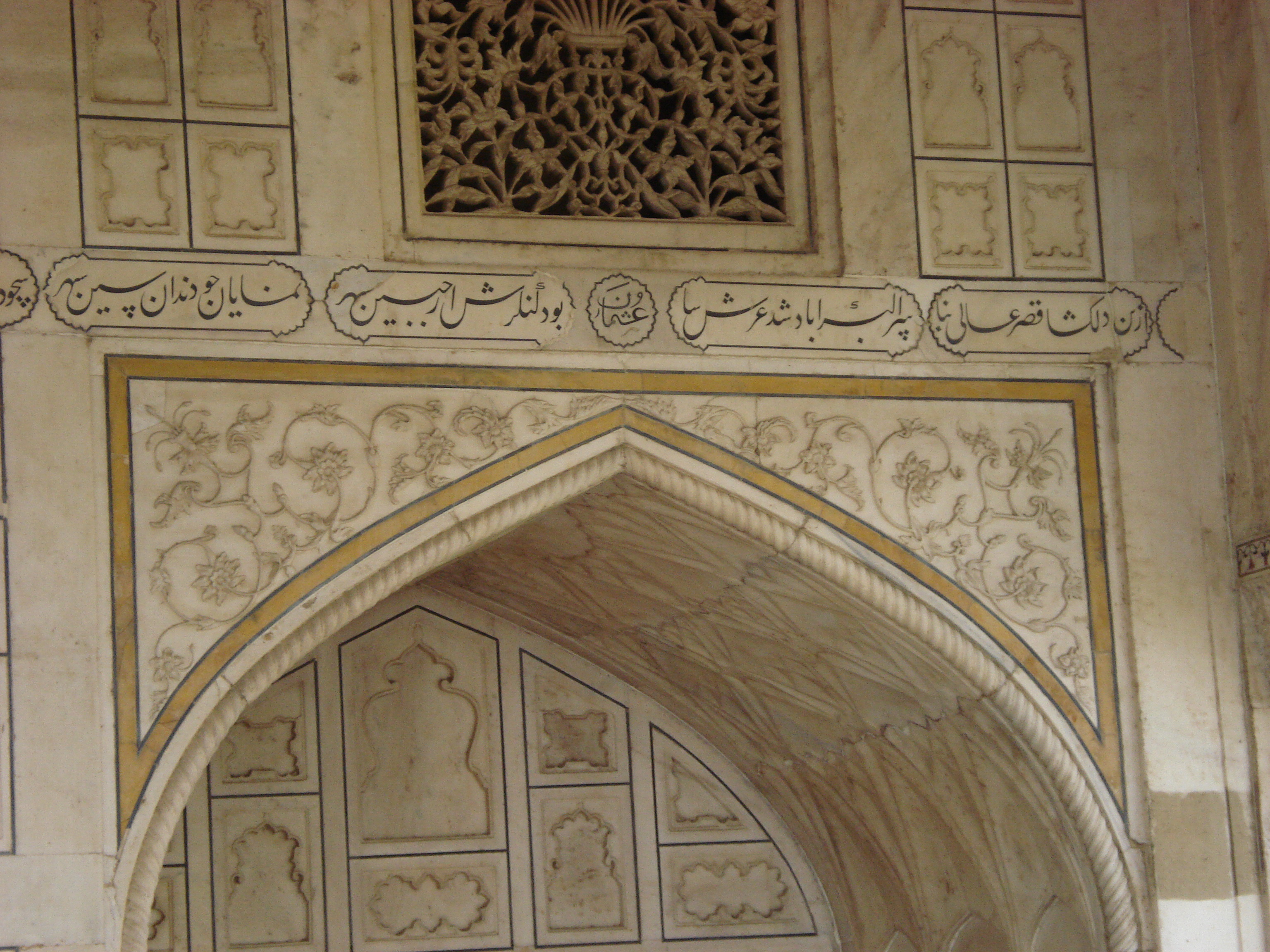
شِعِر فَارسي مَكنُوب بِخَطِّ التَّعْلِيْق في قَلْعَة أَغْرَة فِي مَديْنَةِ أغرة شَمَال الهند.

ظهر الخط الفارسي في بلاد فارس في القرن السابع الهجري (الثالث عشر الميلادي)، ويسمى خط التعليق وهو خط جميل تمتاز حروفه بالدقة والامتداد، كما يمتاز بسهولته ووضوحه وانعدام التعقيد فيه، ولا يتحمل التشكيل، رغم اختلافه مع خط الرقعة. كان الإيرانيون قبل الإسلام يكتبون بالخط البهلوي، فلما جاء الإسلام وآمنوا به، انقلبوا على هذا الخط فأهملوه، وكتبوا بالخط العربي، وقد اشتق الإيرانيون خط التعليق من خط كان يكتب به القرآن آنئذ، ويسمى خط القيراموز، ويقال إن قواعده الأولى قد استنبطت من خط التحرير وخط الرقاع وخط الثلث.
وقد طوَّر الإيرانيون هذا الخط، فاقتبسوا له من جماليات خط النسخ ما جعله سلس القياد، جميل المنظر، لم يسبقهم إلى رسم حروفه أحد، وقد وضع أصوله وأبعاده الخطاط الشهير مير علي الهراوي التبريزي المتوفى سنة 919 هـ، والذي يحتمل أنه كان تلميذًا لزين الدين محمود، ثم انتقل مير علي سنة 1524م من هراة إلى بلاد الأوزبك في بخارى، حيث عمل على استمرار التقاليد التي أرستها مدرسة هراة في فنون الخط. نتيجة لانهماك الإيرانيين في فن الخط الفارسي الذي احتضنوه واختصوا به، فقد مرَّ بأطوار مختلفة، ازداد تجذرًا وأصالة، واخترعوا منه خطوطًا أخرى مأخوذة عنه، أو هي امتداد له، فمن تلك الخطوط خط الشكستة: اخترعوه من خطي التعليق والديواني. وفي هذا الخط شيء من صعوبة القراءة، فبقي بسبب ذلك محصورًا في إيران، ولم يكتب به أحد من خطاطي العرب أو ينتشر بينهم. الخط الفارسي المتناظر: كتبوا به الآيات والأشعار والحكم المتناظرة في الكتابة، بحيث ينطبق آخر حرف في الكلمة الأولى مع آخر حرف في الكلمة الأخيرة، وكأنهم يطوون الصفحة من الوسط ويطبعونها على يسارها، ويسمى خط المرآة الفارسي. الخط الفارسي المختزل: كتب به الخطاطون الإيرانيون اللوحات التي تتشابه حروف كلماتها بحيث يقرأ الحرف الواحد بأكثر من كلمة، ويقوم بأكثر من دوره في كتابة الحروف الأخرى، ويكتب عوضًا عنها، وفي هذا الخط صعوبة كبيرة للخطاط والقارئ على السواء.

### خط الإجازة أو التوقيع
يسمى أيضًا خط التوقيع وأيضًا الخط الريحاني، وسمي بالإجازة لاستخدامه في كتابة الإجازات الخطية أي الشهادات الدراسة. ظهور هذا الخط بدأ في بغداد وتطور في الدولة العثمانية وانتشر بعدها. يميز هذا الخط أنه مزيج بين خط النسخ وخط الثلث، فهو ببساطة وجمال النسخ وهيبة ووقار الثلث ويسر الناظر في القراءة وترتاح له النفس.
اخترع هذا الخط الخطاط يوسف الشجري المتوفى سنة 200 هـ، وسماه الخط الرياسي، كما سمي خط التوقيع، لأن الخلفاء كانوا يوقعون به، وكان يُكتب به الكتب زمن الخليفة المأمون. وقد تطور هذا الخط فيما بعد، فقد حسنه الخطاط مير علي سلطان التبريزي، وكان الخطاطون ومازالوا يكتبون به إجازاتهم لتلاميذهم، أسوة بالقدماء. يستعمل هذا الخط في الأغراض التي يستعمل فيها خط الثلث، كما أنه يحتمل التشكيل كخط الثلث، ويكون في ابتداء حروفه ونهاياتها بعض الانعطاف، ويزيدها ذلك حسنًا كأنها أوراق الريحان، ولذلك يسمى الخط الريحاني. وقد قل الذين يكتبون به في العصر الحاضر.

### خط الديواني

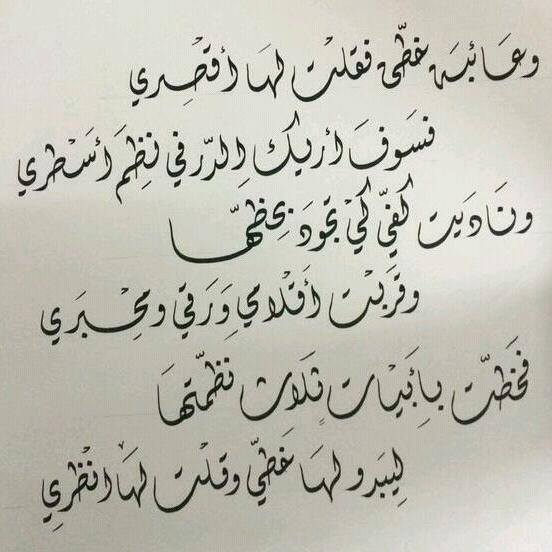
شِعِر لصَفِيَّة بنْت عَبْدِ الله الرَّب مَكتوب بِخَطِّ دِيْوانِي.

الخط الديواني هو أحد الخطوط التي ابتكرها العثمانيون، ويُقال إن أول من وضع قواعده وحدد موازينه الخطّاط إبراهيم منيف، وقد عُرف هذا الخط بصفة رسمية بعد فتح السلطان العثماني محمد الفاتح للقسطنطينية عام 857 هـ، وسمِّي بالديواني نسبة إلى دواوين الحكومة التي كانت يكتب فيها. يعد الخط الديواني هو نفس الخط الريحاني، إلا أنه يختلف عنه بتداخل حروفه في بعضها بأوضاع متناسبة متناسقة خصوصًا ألفاته ولاماته، فان تداخلها في بعضها يشبه أعواد الريحان. ولذلك سمِّي هذا قديمًا بـ الريحاني. وفي هذا العصر أطلق عليه الخط الغزلاني، نسبة إلى الخطاط مصطفى بك غزلان، حيث كان يتقنه اتقانًا عظيمًا، وقد تعلَّمه على يد محمود شكري باشا رئيس الديوان الملكي المصري.
يتميّز الخط باستداراته، فلا يخلو حرف من أقواس، وإن أصل رسوم الخط الديواني تكتب مباشرة بالقلم القصب بعرض قطعته خال من رسم التصنيع، ويتم التعديل بقلم أدق حتى في حروفه ذات الأذناب المرسلة الدقيقة وهي الألف والجيم والدال والواو والراء. غير أن الخطاط المتمرس يكتب هذا النوع بقلم واحد فيدوره حسب متطلبات الحروف ذات النهايات الرفيعة وكذلك في رسم الألف النازل واللام والكاف وكأس الحاء ومشتقاته والميم وغيرها ذات النهايات الرفيعة. ومن مميزاته أيضًا أن يكون هناك التقاء الحروف وتلاصقها عبر مسار خط أفقي مستقيم إلا إن بعض الحروف يتحتم عليها الخروج من ذلك المسار لتعطي بعدًا أكثر جمالية لمرونة الحرف في هيكلية إبداعية مبتدعة تهفو نحو أفق يكتظ بمفردات واسعة من الأناقة والرتابة والقوام الرشيق.
الخط الديواني هو خط لين مطواع يصلح لأغلب الكتابات وهو مرن في الكتابة مما سهل الكتابة على الخطاطين. اختُص بالكتابات الرسمية في ديوان الدولة العثمانية، وكتابته تكون بطراز خاص، وخاصة بديوان الملوك والأُمراء والسلاطين وهو كتابة التعيينات في الوظائف الكبيرة، وتقليد المناصب الرفيعة وإعطاء البراءات، وما يصدره الملوك من الأوامر الخاصة وغير ذلك، وأحياناً يكتب به أسماء الكتب والإعلانات.

### خط الطغراء

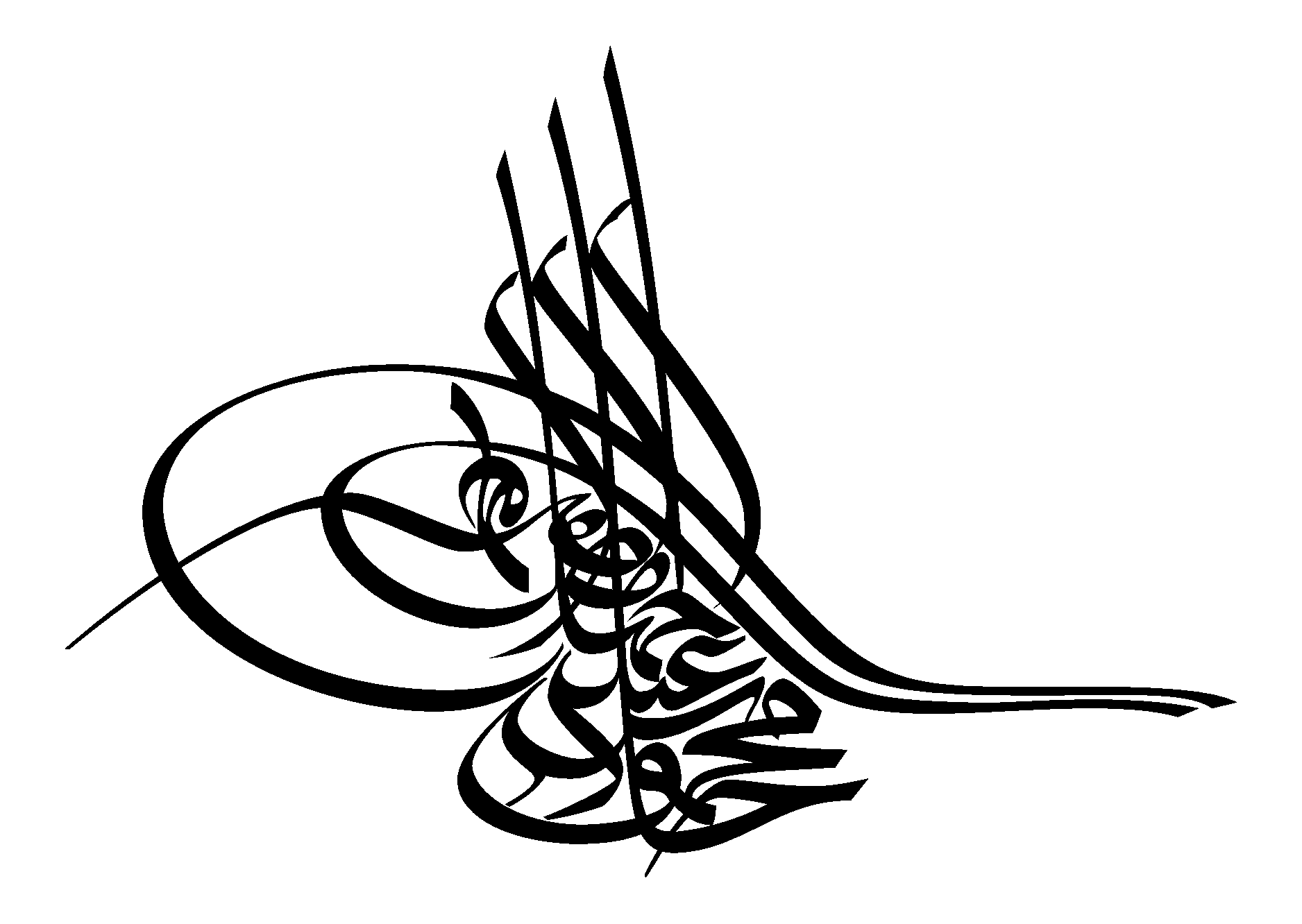
طُغْراء السُّلْطَان مَحْمُود الثَّانِي.

خط الطغراء أو الطرة أو الطغرى، هو أحد أشكال الخط العربي الذي يكتب بخط الثلث على شكل مخصوص. وأصلها علامة سلطانية تكتب في الأوامر السلطانية أو على النقود الإسلامية أو غيرها، ويذكر فيها أسم السلطان أو لقبه. قال بطرس البستاني: «واتخذ السلاطين والولاة من الترك والعجم والتتر حفاظا لأختامهم، وقد يستعيض السلاطين عن الختم برسم الطغراء السلطانية على البراءات والمنشورات ولها دواوين مخصوصة، على أن الطغراء في الغالب لا تطبع طبعا بل ترسم وتكتب وطبعها على المصكوكات كان يقوم مقام رسم الملوك عند الإفرنجة». قيل أن أصل كلمة طغراء كلمة تترية تحتوى على اسم السلطان الحاكم ولقبه وأن أول من أستعملها السلطان الثالث في الدولة العثمانية مراد الأول. ويروى في أصل الطغراء قصة مفادها أنها شعار قديم لطائر أسطوري مقدس كان يقدسه سلاطين الأوغوز، وأن كتابة طغراء جاءت بمعني ظل جناح ذلك الطائر.

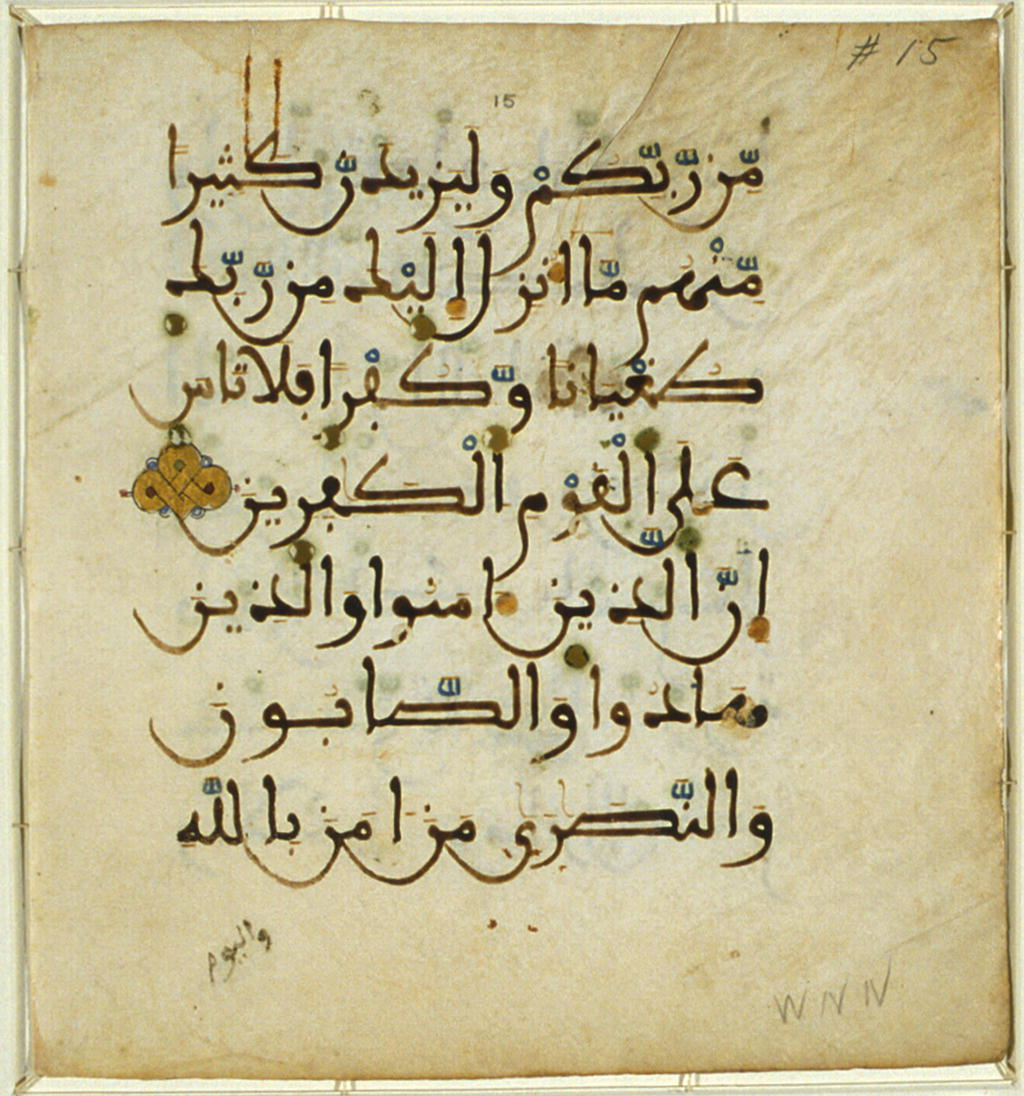
الآيَات (68-69) من سورة المائدة من مُصْحَف مَكْتُوب بالخَط المَغْرَبِي (حوالي 1250-1350م) مَوجُد في مكتبة الكونغرس في الولايات المتحدة

يُعد خط الطغراء أرقى ما وصل إليه فن الجمال التزييني بالخطوط، تهدف الخطوط في طغراء إلى التوافق مع الأشكال الفنية والهندسية، وقد تطورت الطغراء مع الزمن وأصبحت في العصور الحديثة أكثر بساطة من حيث التصوير، وأوضح قراءة من حيث الخط، وقد تخصص في رسمها الخطاطون الذين كانوا يجمعون البراعة في الكتابة والتصوير معًا. كما تمثل الطغراء لوحة تجريدية حقيقية بانفراجاتها المستقلة والمليئة بالأزهار المنتشرة بشكل حلزوني في سبيل ملء الفراغ. تكتب الطغراء عادة بنوعين من الخطوط، هما الثلث أو الديواني، تنساب خطوطها بشكل متناغم ومتقاطع لتعطي تكوينًا انسيابيًا صلبًا، يعاني من زخم في وسطه مع باقي حركات الطغراء. وقد اتخذت الطغراء شكلًا ثابتًا يقوم على ثلاثة امتدادات من الألف أو اللام تتناقص في طولها، وثلاثة أقواس ترجع بدايتها إلى الخلف قليلاً بشكل مفاجئ إلى الأمام ومن خطين يتقوسان إلى الخلف ويرتدان إلى الأمام ويتمددان، وخط لين يعاني صعوداً يليه هبوط مفاجئ ليقطع القوسين، وأخيراً نجد ألفاً صغيرة تقطع القوسين.

### الخط المغربي

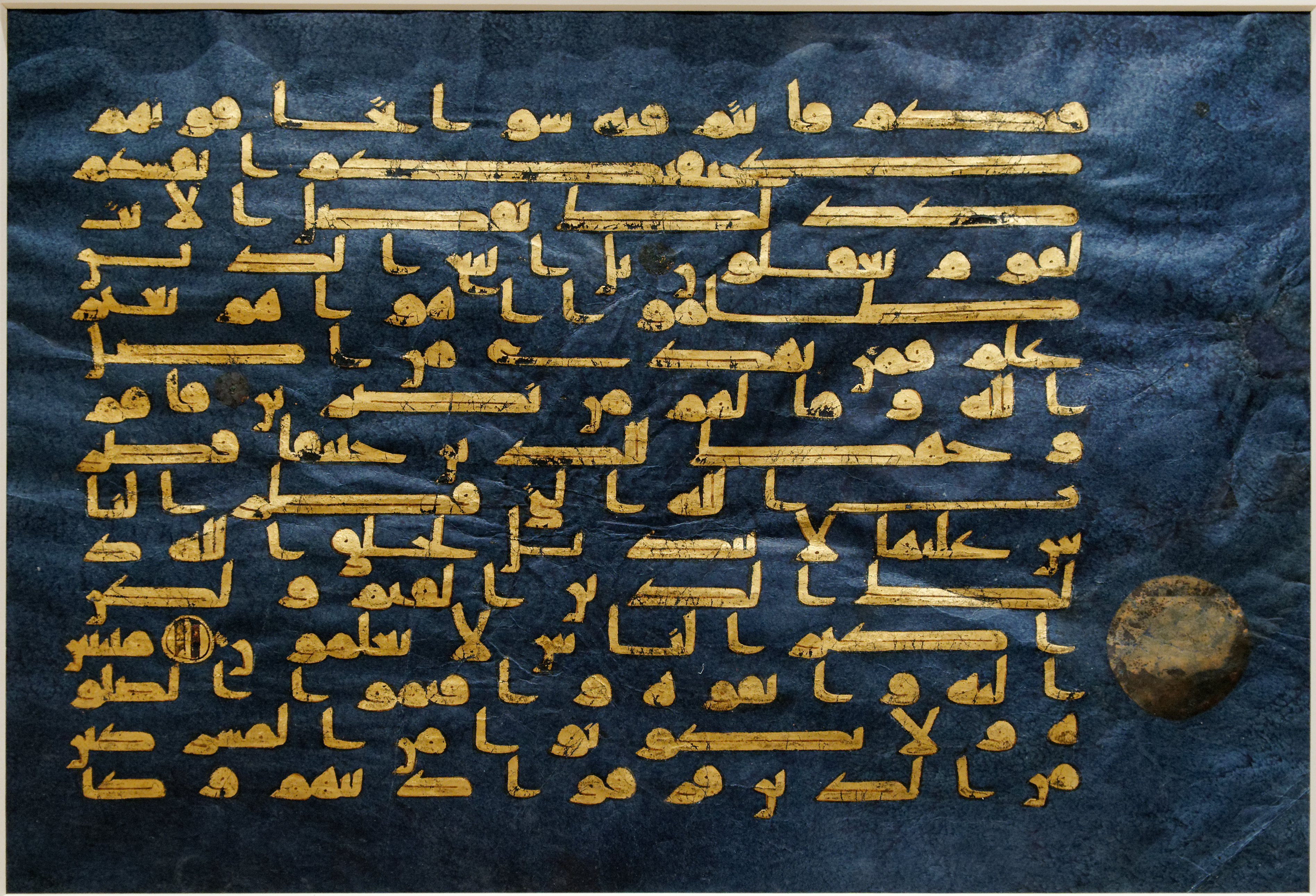
صفحة من المصحف الأزرق مذهبة بالخط الكوفي المغربي، ويعتقد أن هذا المصحف صُنع إما في الأندلس أو في بلاد القيروان

ظهر نوع من الخط الكوفي المحلي في بلاد المغرب والأندلس، عُرف بالخط الكوفي المغربي، وشاع استخدامه في كتابة مصاحفها ومكاتباتها، وهو أقرب إلى خط النسخ والثلث، حيث يتميز بحروفه التي تجمع في شكلها بين حروف الخط الجاف واللين معًا، مما يعطيها طابعًا مميزًا. يلجأ كاتب هذا النوع من الخط إلى كتابة بعض الحروف مثل اللام والنون والياء النهائية بهيئة أقواس نصف دائرية تهبط على مستوى السطر وتتكرر على امتداده، كما يمزج الخطاط بين هذه الاستدارات وبين الحروف الأخرى ذات الشكل الجاف وفي الزوايا، مما يذكر بالكتابة العربية البدائية، وقد ظل هذا النوع مستخدمًا حتى حل محله خط النسخ في كتابة المصاحف في القرن السابع الهجري.
أبرز ما يميز الخط المغربي: ليونة في عراقات النون وأشباهها فقد تقوست وخالفت أصلها اليابس. رسمت الألف على استقامة وحذف منه العقف الذي كان يلحقها من جهة اليمين. تنحدر الألف المتصلة عن مستوى السطر فتكون زائدة كوفية هي من المميزات التي نراها باقية في الخط المغربي، ولعل هذا راجع إلى بدء رسمها من أعلى. بحكم عدم وجود قواعد محددة لهذا الخط، لا يمكن فرض أبجدية خاصة، إذ كثيرًا ما يعمد الخطاط في هذا الخط إلى طمس الأحرف وذلك باستعمال أشكال متغيرة للحرف الواحد ويربط الكلمات ببعضها، مما يجعل الأسطر متماسكة تماسكًا محكمًا يساهم في دعم البنية الأفقية للصفحة، وإن تعذرت القراءة فإن ذلك من خاصيات هذا الخط.

## انتشار الخط العربي

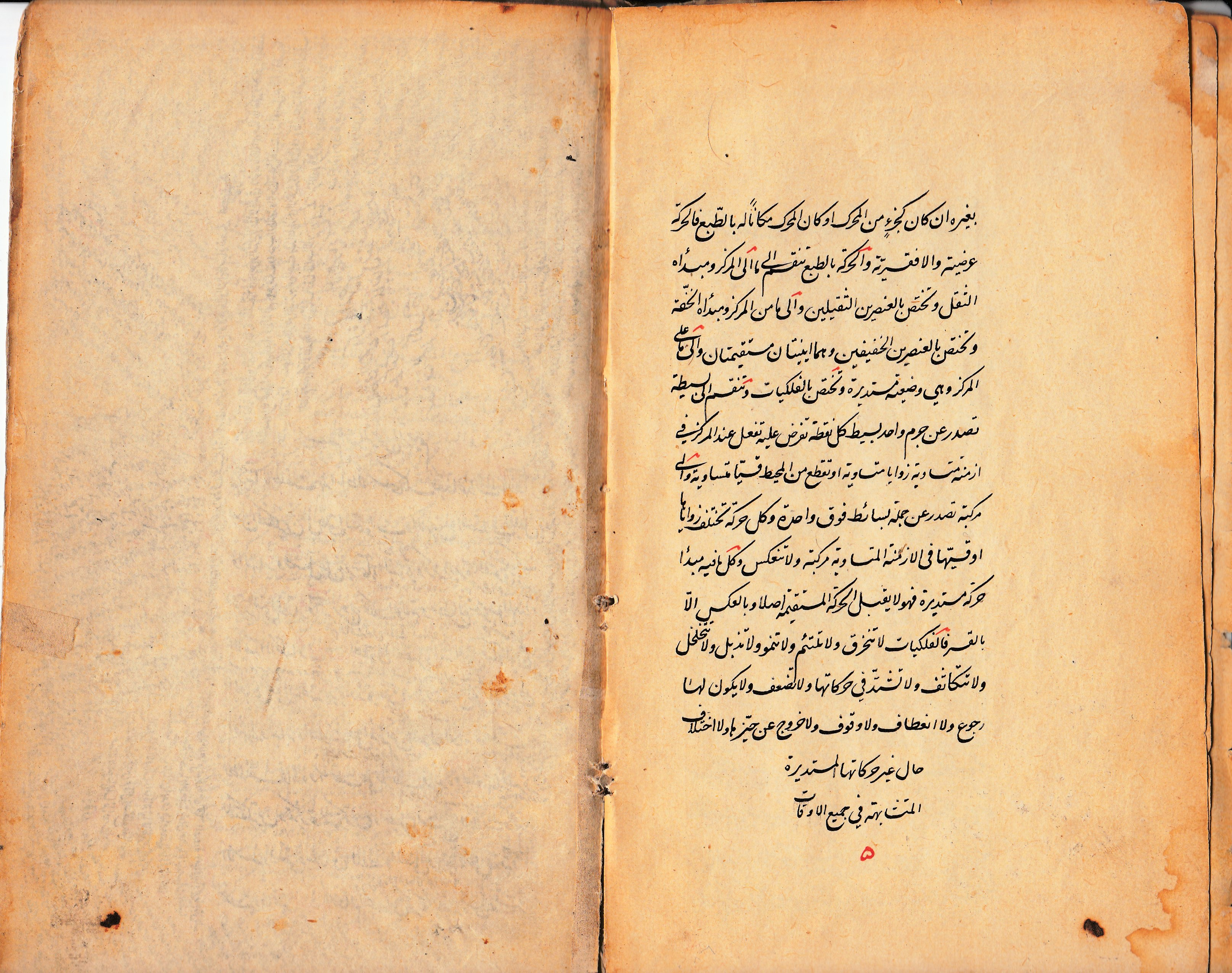
كتاب عربي قديم مخطوط في علم الهندسة والفلك.

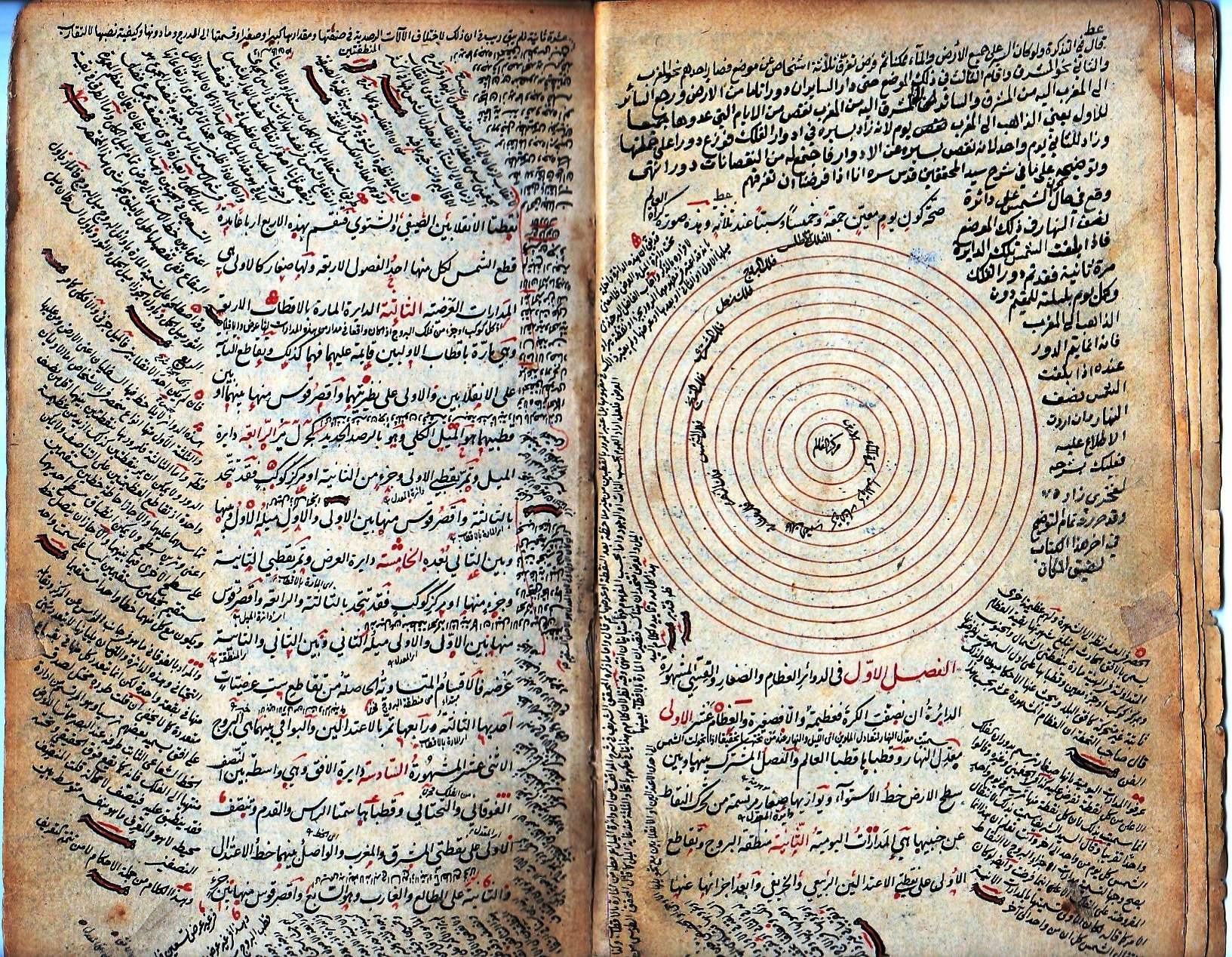
كتاب عربي قديم في علم الفلك يرجع إلى القرن الثامن عشر الميلادي.

كان للإسلام أثر عظيم في انتشار الكتابة العربية وتطورها وازدهارها، فقد شجَّع على القراءة والكتابة، وكانت الآية الأولى التي نزلت على المسلمين تتضمّن الأمر بالقراءة (اقرأ باسم ربك الذي خلق)، وذكر الله في موضع آخر الأمر بالكتابة حيث أقسم بالقلم وما يسطر به (ن والقلم وما يسطرون)، وغيرها الكثير من الآيات والأحاديث النبوية. ولما انتقل مركز النشاط السياسي والثقافي من الحجاز إلى العراق في أواخر الخلافة الراشدة عرفت جميع الخطوط في تلك المنطقة باسم الخط الحجازي باعتباره مصدر نشأتها، والذي كان يميل إلى الليونة أو شبه الليونة، ولكن مع انتقال مركز النشاط السياسي إلى العراق كان هناك اتجاه إلى استخدام الخط الجامد وهو الخط الكوفي، حيث ازدهر هذا الخط وبشكل خاص في مدينة الكوفة، وعُني أهالي الكوفة بهذا الخط عناية خاصة، وأجادوا أصوله وهندسته وأشكاله، وكانت تكتب به المصاحف واللوحات التذكارية وشواهد القبور، واستمر استخدام الخط الكوفي حتى نهاية العصر الفاطمي، ثم بدأ الأيوبيون في الاعتناء بالخط النسخي حتى شاع في جميع أنحاء العالم الإسلامي، وكتبت به الكتب والمطبوعات والمنشورات، كما أن الخط العربي تنوعت أشكاله منذ بداية رحلته، وازدهرت هذه الأشكال في أيام العباسيين فظهر الكثير من الأقلام والخطوط الجديدة ومن أشهر هذه الأشكال خط الثلثي الذي وصل إلى مناطق بعيدة في الأقطار الإسلامية حتى إنه استخدم في بعض النقوش العربية في البنغال.
مع أن الخط العربي قد وجد متأخرًا بالنسبة لبعض الخطوط الأخرى كالخط السنسكريتي والخط اليوناني، إلا أنه انتشر بسرعة فائقة، ولم يكن انتشاره محدودًا في بلاد العرب، بل تعدَّى ذلك إلى اللغات الأخرى كاللغة الماليزية والأندونيسية والأردية والبنجابية والكشميرية والبلوشية والأفغانية والفارسية والكردية والعثمانية في آسيا، وكذلك اللغة السنغالية والزنجبارية والصومالية والأريتيرية والسواحلية في أفريقيا، واستخدمته بعض شعوب أوروبا لفترة محدودة في بلاد البلقان. واتجه المسلمون في البنغال إلى استخدام الخط العربي بدلاً من الخط البنغالي في اللغة البنغالية، غير أنه مع مرور الزمن وإهمال حكام المسلمين للغة العربية ترك أهل البنغال الخط العربي، وقد حفظ التاريخ بعض دواوين الشعر والمخطوطات البنغالية بالخط العربي والتي كانت قد دونت في العصور الوسطى. بدأ استخدام اللغة العربية في الهند منذ الأيام الأولى للفتح الإسلامي للسند وذلك في عام 89 هـ / 708م، وكان أول نقش عثر عليه في الهند هو نقش المسجد الجامع في بنبهور بالسند والمؤرخ سنة 107 هـ / 727م، وهو أقدم النماذج التي استخدم فيها الخط العربي للكتابة على الأحجار في العصور الإسلامية، وهذا النقش عبارة عن لوحة كتبت بالخط الكوفي وهي تخلو من الشكل والإعجام، ومن النماذج النادرة للخط الكوفي في الهند نقش هوند (Hund) المؤرخ سنة 482 هـ / 1090م، والذي كتب في عهد الغزنويين، وترجع معظم النقوش المعثورة في الهند إلى القرن السابع الهجري الموافق القرن الثالث عشر الميلادي أي في أوائل فترة السلاطين المماليك بدلهي، وتحتوي على أنواع مختلفة من الخطوط الكوفية مثل الكوفي البسيط والمورق والمزهر، في حين لا تزال بعض المخطوطات المكتوبة بالخط النسخي والتي دونت في عصر السلاطين في البنغال محفوظة في المتاحف المختلفة، ومن الخطوط العربية الرئيسة التي استخدمت في الهند خط الثلث.
أما في جنوب شرق آسيا فقد استخدم الخط العربي الجاوي لتدوين تراث الملايو بعد دخول الإسلام لتلك البلدان، والذي يرجع وفق أوثق الروايات إلى القرن العاشر أو الحادي عشر الميلادي، إلى أن سقطت البلاد أواخر القرن الثامن عشر في قبضة الاستعمار البريطاني الذي أحل الحرف اللاتيني محلَّ الحرف العربي، وتحتوي المكتبة الوطنية الماليزية نحو 4.600 مخطوطة بالخط العربي الجاوي القديم.
دخل الخط العربي إلى أوربا من عدة طرق وهي: طريق آسيا الوسطى وبعد دخول العثمانيين مدينة القسطنطينية. طريق الحملات الصليبية المتكررة على مشرق العالم العربي ومغربه. طريق الأندلس بعد الفتح العربي الإسلامي لها وانتشار الجامعات الكبرى فيها ودخول أبناء ملوك أوروبا فيها، ونقل الحضارة الإسلامية إلى أوروبا عن طريقها. طريق صقلية حيث دخل العرب المسلمون إلى إيطاليا وحاصروا روما. وبذلك أوصل العرب الثقافة والمعرفة والعلوم إلى أوروبا جانب الخط. أكثر ما وجد من شواهد الخط العربي ما وجد في أبواب ونوافذ الكنائس والكاتدرائيات، وقصور الملوك والأمراء والنبلاء للزينة، وذلك في صقلية وإيطاليا وألمانيا وفرنسا، ودخلت كثير من هذه الخطوط متاحف روما وباريس وفينا وأمستردام. لما امتدت فتوحات العثمانيين إلى وسط أوروبا، تعمقوا فيها غربًا فوصلوا سويسرا والنمسا، وشيدوا القلاع والحصون، وتركوا آثارًا وبصمات عربية اللسان والحرف.

### الخط الكرشوني
عند انتشار اللغة العربية في مواطن الآراميين في بلاد الشام والعراق على أثر الفتوحات العربية، نشأت طريقة جديدة عند الآراميين المسيحيين وهم السريان لكتابة العربية، وهي التي تسمى الكرشوني (أو الجرشوني بالجيم المصرية) (بالإنجليزية: Garshuni) وهي أن تكتب اللغة العربية بالحروف السريانية، وذلك منذ منتصف القرن السابع الميلادي. وكأن السريان أرادوا بهذه الطريقة إعادة أبجديتهم التي كُتبت بها اللغة العربية في عهد كتابتها الأولى. هذه الطريقة ما زالت مستعملة عند عموم طوائف السريان إلى يومنا هذا، فتجد جميع طقوسهم وكتبهم المقدسة الكنسية المترجمة إلى العربية تكتب بالأبجدية السريانية، وتوجد نسخ كثيرة من هذا النوع قديمة وحديثة في جميع الكنائس السريانية.

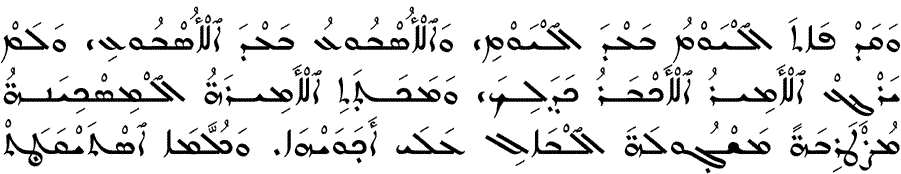
نَمُوذَج للخَط الكَرْشَونِي

ولمَّا كان في الأبجدية السريانية اثنان وعشرون حرفًا فقط، وهذه ليست كافية لكتابة اللغة العربية التي تحتاج إلى ثمانية وعشرين حرفًا، عمد السريان إلى الطريقة التي اعتمدها العرب أولًا عندما استمدوا الأبجدية السريانية الآرامية للغتهم، فصوروا كل حرفين متجانسين شكلاً بحرف واحد، فصوّروا التاء والثاء بحرف (التاو)، والدال والذَال بحرف (الدولث)، والصاد والضاد بحرف (الصودى)، والطاء والظاء بحرف
(الطيث)، والجيم والغين بحرف (الجومل)، والكاف والخاء بحرف (الكوف). وميَّزوا بين هذه الحروف بطريقة الترقيق والتفشية السريانية المعروفة عندهم، فوضعوا نقطة حمراء فوق الحرف القاسي كالدال، ونقطة حمراء تحت الحرف اللين كالذال، وهكذا أعادوا الحروف الآرامية السريانية إلى سابق عهدها مع اللغة العربية.

## اللغات المكتوبة بالخط العربي
تنقسم اللغات التي تكتب بالخط العربي إلى خمسة أقسام، فبالإضافة إلى اللغة العربية توجد مجموعة اللغات التركية والفارسية والهندية والأفريقية:
| # | المجموعة         | عدد المتحدثين   | الانتشار | أشهر اللغات |
| - | ---------------- | --------------- | --- | --- |
| 1 | اللغات التركية   | 40 مليون        | وهي من اللغات الطورانية،(2) تنتشر هذه اللغات في تركيا وروسيا وتركستان والقوقاز وأوزباكستان. وهي لغة التتر والتركمان والعثمانيون. | - التركية العثمانية: كانت اللغة الرسمية للدولة العثمانية، وأكثر اللغات التركية انتشارًا. - التركية القازانية أو التترية: وهي لغة التتار المسلمين. - التترية النوجائية أو الكارسية: وهي شبه التركية القرمية الآذرية. - التركية القرمية: وقد وصلها كلمات كثيرة من العربية والروسية. - التركية الآذرية: وهي لغة منتشرة في أذربيجان، تُكتب بالعربية في أذربيجان الإيرانية وباللاتينية في دولة أذربيجان. - اللغة الأويغورية: هي لغة قارلوقية. بدأ في استخدام الحروف العربية في القرن العاشر الميلادي، وطُورت وفقًا لمسار اللغة الأويغورية خلال القرن العشرين. - اللغة الجركسية: منتشرة في القوقاز، تحتوي اللغة على 59 حرف. - التركية الأنبورغية أو القرغيزية: وهي لغة منتشرة في بحر قزوين، وغرب سيبيريا. - التركية الجغتائية: وهي لغة التركمان وأكثر سكان بخارى. - التركية التكية: هي لغة قبيلة تكه من قبائل التركمان. - التركية الأوزبكية: هي لغة منتشرة في تركستان وبالتحديد سمرقند. - التركية الكشغرية: هي لغة منتشرة في تركستان الشرقية ومركزها كاشغر. |
| 2 | اللغات الهندية   | 150 - 250 مليون | وهي من اللغات الآرية،(3) المنشرة في الهند والسند وسيلان.                                                                         | - اللغة الأردية: وتعرف باللغة الهندستانية الشمالية. - اللغة الدكنية: وتعرف باللغة الهندستانية الجنوبية. - اللغة الكشميرية: تكتب بالخط العربي منذ أوائل القرن الخامس الهجري. - اللغة السندية: ومركزها مدينة كراجي، وتنقسم إلى ثلاثة لهجات. - اللسان الجاوي أو البيجون: وهو فرع من لغة الملايو، وشائع استخدامه في جاوه. - اللغة الجاتكية: وهي منتشرة في مولتان، تكتب بالعربي على شكل الحرف الفارسي. - اللغة الملاكية أو الملقية: وهي منتشرة في ملقا وشبه جزيرة ملايو. - اللغة الدكنية: وتعرف باللغة الهندستانية الجنوبية. |
| 3 | اللغات الفارسية  | 150 - 200 مليون | وهي من اللغات الآرية المنشرة في بلاد فارس (إيران) وأفغانستان وكردستان.                                                           | - اللغة الفارسية: كان الفرس قبل الإسلام يكتبون بالخط البهلوي. - اللغة الأفغانية: تسمى في قندهار بشتوية، وفي بيشاور بختوية. - اللغة البلوشية: وتسمى أيضًا لغة بلوخستان. - اللغة الكردية: ويكتب الأكراد خطهم ولغتهم بالعربي منذ زمن بعيد، واليوم تكتب بعض لهجاتها بالعربية والبعض الآخر باللاتينية. |
| 4 | اللغات الإفريقية | 50 - 100 مليون  | تنتشهر هذه اللغات في أفريقيا، ولها فروع كثيرة.                                                                                   | - اللغة البربرية الشلحية: وهي لغة البربر سكان مراكش الأصليين. - اللغة البربرية الريفية: وهي لغة البربر سكان الجزائر الأصليين. - اللغة النوبية: وهي لغة البربر سكان وادي النيل الأصليين. - اللغة السواحلية: وهي لغة زنجبار وما حولها. - اللغة الحبشية: المسلمون منهم يكتبون لغتهم بالخط العربي. - اللغة الهوسية: منتشرة بين نهر النيجر وبحيرة تشاد. - اللغة الملجاشية: وهي لغة التجارة والسياسة في جزيرة مدغشقر. |

## أدوات الخط

### التقليدية

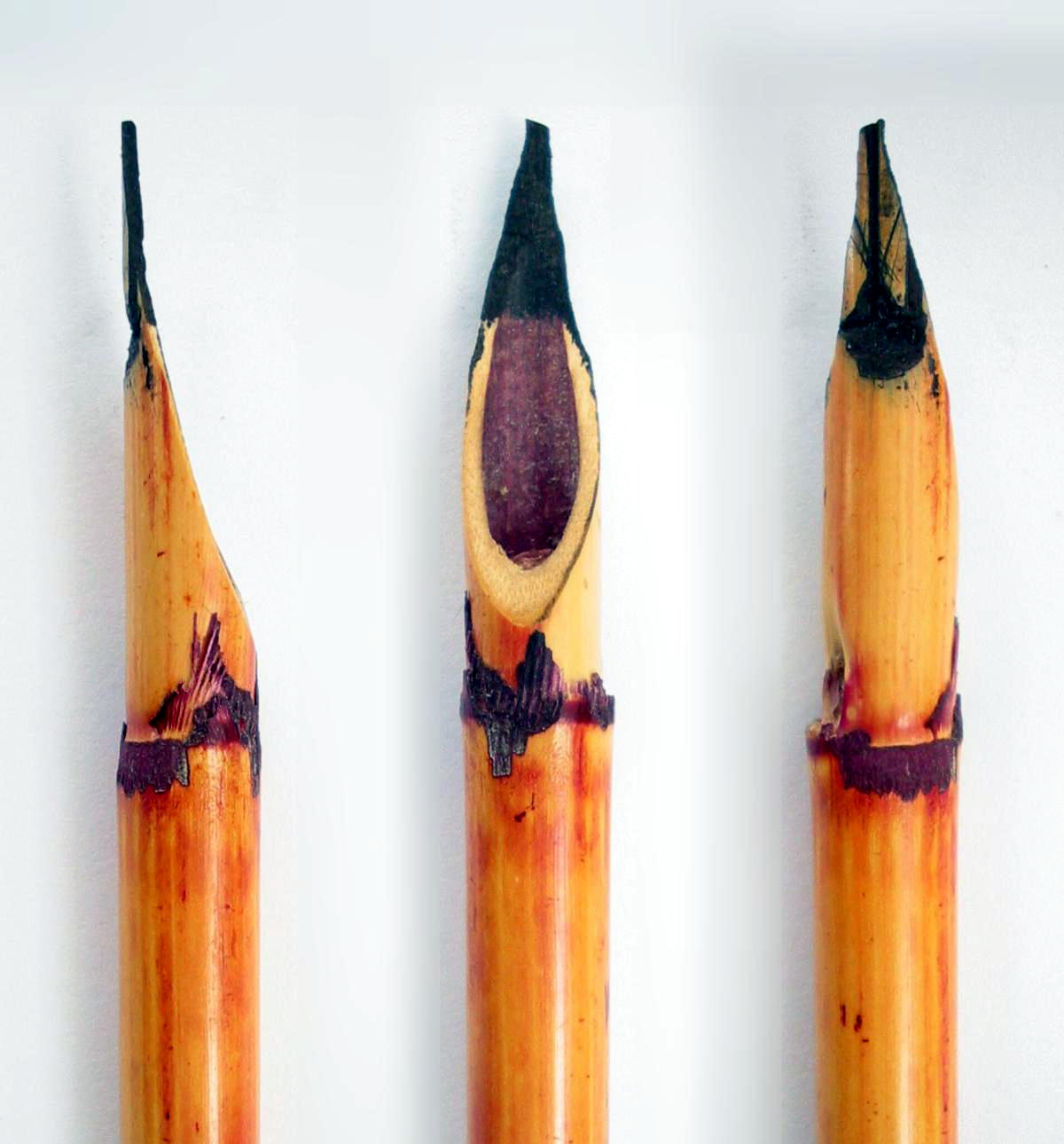
نَمُوذَج من أَقْلامِ القَصَب المُسْتخدَمَة في كِتَابَة الخَطٍّ العَرَبِي.

- القلم: وهو أداة الكتابة والخط، ويسمى في لغة العرب المِزْبَر والمِذْبَر. استعمل العرب الأوائل جريد النخل الأخضر للكتابة، وتفننوا في بريه ودقته بالشكل والحجم الذي يرغبون به، ثم استعملوا القصب في الخط واتخذوا أقلامهم منه، ثم رأوا بعد توسع الفتوحات الإسلامية أن القصب يختلف من مصر إلى مصر، وأن قساوته وليونته تساعد الخطاط والكاتب في جودة الخط وإتقانه، وتبين لهم أن القصب الفارسي هو أفضل أنواع القصب، وكان هذا النوع يزرع وينبت في الهند وبلاد فارس، فكان التجار يجلبونه إلى الشام والعراق، ليستعمله الوراقون والكتبة. بعد أن برع العرب في صناعة الورق والحبر، اخترعوا قلم الحبر السائل، الذي يمتاز بخزان صغير للحبر وقبضة، وله ريشة مدببة، وقد استعمل هذا القلم لأول مرة في مصر، وكتب به المعز لدين الله الفاطمي، ثم تفننوا في صناعة الأقلام والمحابر وطوروها. في العصر الحاضر ظهرت الريش المعدنية، ولكن مازال كثير من الخطاطين يخطون بالقصب، لأن الريشة المعدنية تفرض على الخطاط عرض الخط، بينما يتصرف الخطاط في ريشة القصب بالشكل الذي يرغب من حيث البري والقط، ولأن القصب من تركيبه النعومة والسلاسة، ووجود المسامات فيه تسمح بنزول الحبر قليلًا قليلًا.[104]
- الحبر: كان العرب يكتبون بحبر مجلوب من الصين، ثم أنتجوه من السخام أو الهباب والصمغ وغيره، واستعمل الخطاطون الحبر الأسود، بينما أصحاب الرسم والزخارف استخدموا الأحمر والأزرق وغيرها. أما المحبرة فقد كانت تملأ بالحبر لاستخدامه أثناء الكتابة، وكانت تصنع من الزجاج أو الخزف أو أي مادة أخرى، وكان الصانع يَتَأنق في صناعتها مستخدمًا فيها الألوان الجميلة رغم أن استخدام لونين يقتضي مهارة فائقة حيث يتعين نفخ كل قسم على حدة ولحامه مع الآخر، كما كانت المحبرة تعبأ بطبقات من حرير لامتصاص الحبر والحيلولة دون الإغراق في تشريب السن.
- الورق: كان العرب يكتبون على أكتاف الإبل، واللخاف (الحجارة البيضاء العريضة الرقيقة) وعسيب النخل، والجلود، وعلى ورق البردي الوافد من الصين، ثم على الورق الخرساني الذي كان يعمل من الكتَّان على مثال الورق الصيني الذي كان يُصنع من الحشيش، واستخدم الخطاطون في بداية الأمر الرق وهو جلد رقيق كانوا يكتبون عليه، وظهرت فيه الملامح الأولى لفن الكتابة الإسلامية، وظل الرق مستعملا في المغرب حتى بعد تركه، والإقبال على الورق في مناطق أخرى. في الوقت الحاضر يستخدم الورق الأبيض في الخط، وبالأخص ورق الكوشية الناعم.
- السكين: يستخدم لبري القلم، وهي تصنع من المعدن أو الفولاذ المطعم بالذهب، وهي تحتوي في داخلها على مدية أصغر لشق السن، وكان أساطين هذه الصنعة يطبعون ختمهم على الفولاذ لنصولهم التي كان يجب أن تكون حادة كالشفرة.[105][106][107]

### الحديثة

نموذج عن خَط الطِّبَاعَة العَرَبِي في نِظَام وينْدُوز.

مع تسارع تطور التقنية في القرن العشرين ظهر الحاسب الآلي كأداة ذكية متطورة تساعد الإنسان في شتى المجالات. من هذه المجالات الخط العربي، فقد تم تطوير ما سُمي بالخطوط الطباعية، وهي خطوط واضح مقروء بسهولة، وهي ما ينطلق من الخط العربي الأصيل، قام أصحابها من خطاطين ومصممين بتصميمها ثم نشرها على هيئة برامج حاسوبية، يستطيع من خلالها أي شخص التَّفَنُّن في كتابة الخط العربي دون الحاجة لاستخدام الأقلام والورق، وهذه الخطوط الطباعية تؤدي دورًا جيدًا، ومطلوبًا يلبِّي الحاجات الطباعية واليومية للأفراد والمؤسسات والشركات.
ومع بدأ عمل الشبكة العنكبوتية الإنترنت كان لابد من استخدام الخط العربي في دعم المواقع العربية المنشأة فيه، وكان إنترنت إكسبلورر المتصفح المهيمن على الويب، وكان لزامًا على كل مستخدم الالتزام بخطوط الويب المشهورة أو كما تسمى خطوط الويب الآمنة (بالإنجليزية: Web Safe Fonts) لضمان ظهور الموقع بنفس الشكل لدى جميع المستخدمين. ومع تطور الويب، أصبح متاحًا لكل مستخدم استخدام خاصية الوجه الأمامي (بالإنجليزية: font face) وهي إحدى خصائص CSS التي تسمح بتضمين خطوط الويب في المواقع بحيث يستطيع المستخدم استخدام خطوط في أي موقع حتى إذا لم تكن موجودة لدى من يشاهد الموقع، وقد أنشأت جوجل منصة خاصة بهذه الخدمة أسمتها منصة قوقل للخطوط Google Fonts، والتي تتميز بسهولة تضمين الخطوط في الموقع وتوفيرها لقدر كبير من الخطوط. يتوفر الآن ستة خطوط عربية وهي: الخط الأميري، وخط أندرويد الكوفي والخط النسخي وهما مناسبان للعرض على الشاشة، وخط لطيف وخط شهرزاد وهما من الخطوط النسخية، وخط ثابت وهو خط ذو عرض محدد.

## الكتابة العكسية
لم يتقرر لاتجاه السطور في الكتابة نظامًا محددًا إلا بعد ترقيتها، لذلك كانت الكتابة يدونها الأولون أنى ما اتفق. ولما ترقت الكتابة وتقرر نظامها عند الأمم، اتخذت كل أمة طريقًا معينًا في كتاباتها. فالكتابة الهيروغليفية، أول كتابة يبتكرها قدماء المصريين، كانوا يكتبونها من اليمين إلى اليسار وكذلك أحيانا من اليسار إلى اليمين، ويوضح وجه الأشكال الهيروغليفية اتجاه القراءة؛ علاوة على ذلك فكانوا يكتبونها أيضًا من الأعلى إلى الأسفل. بينما كتب الصينيون من الأعلى للأسفل، ومن اليمين إلى اليسار على الخط الرأسي، وسكان أوروبا كتبوا من اليسار إلى اليمين. أما العرب والسريان وغيرهما من أهل اللغات السامية فكتبوا من اليمين إلى اليسار. وصارت الكتابة العربية كتابة متصلة، وتكتب أينما وجدت من اليمين إلى اليسار في سطر أفقي. وصار للحروف العربية رأس وعقب، فيقع الرأس جهة اليمين والعقب جهة اليسار، ما عدا ستة أحرف (أ، ج، ح، خ، ع، غ) فحروف رؤوسها إلى أعلى وعقبها إلى أسفل. ويصعب كتابة حروف العربية من اليسار إلى اليمين، مع إبقاء صورة الحرف على ماهي عليه.
من بين الأشكال الفريدة في الخط العربي ما سمي اصطلاحًا الكتابات المعكوسة أو المرآتية،(4) ويجمع مؤرخو العربية عامة والخط العربي خاصة على أن هذه الظاهرة الكتابية لم تعرف إلا في أواخر العصور الوسطى، وبالتحديد في أوائل العصر العثماني، والتي وجد منه نماذج في غاية الدقة والتفنن، وليس أدل من ولع العثمانيون بهذا الظاهرة الخطية من اطلاقهم عليها مصطلحًا خاصًا بها معبرًا عنها وهو آينه لي. لكن الدليل الأثري يفيد أن هذه الظاهرة الخطية وجدت طريقها إلى الفن الإسلامي عامة والخط العربي خاصة منذ بدايات العصر الإسلامي، وبالتحديد خلال القرون الثلاثة الأولى من الهجرة، ويتمثل هذا الدليل على ثلاثة نقوش صخرية وجدت في شبه الجزيرة العربية (في المملكة العربية السعودية الآن) تعود إلى تلك الفترة، كتبت بطريقة معكوسة أي من اليسار إلى اليمين، ومن أمثلة هذه النقوش:
- نقش غار الحمام بتيماء: كان يوليوس أويتنج أول من أشار إليه خلال زيارته للموقع عام (1883 - 1884) ثم بقيامه بنشر صورة مستنسخه عنه عام 1885، مشيرًا إلى أن هذا النقش ذو كتابة معكوسة تشبه كتابة الأختام، ومن خلال استعراض الخصائص الخطية للنقش يتبين أنه عائد إلى الفترة ما بين القرن الثاني والثالث الهجري، نص النقش بعد تعديل الحروف من اليمين إلى اليسار:

| خط عربي | برد بن يحيى بن أحمد ثقة الله محمد على الله صلا برد بن يحيى يا الله يرحمك | خط عربي |

قراءة النص:
| خط عربي | الله ثقة أحمد بن يحيى بن برد صلا الله على محمد يرحمك الله يا يحيى بن برد | خط عربي |

فضلًا عن هذه النقوش، وجدت كتابات معكوسة على المسكوكات النقدية المبكرة، منها على سبيل المثال: قطعة نقدية على الطراز البيزنطي تعود تاريخها إلى 29 هـ الموافق 650م، ضربت في دمشق، وقد وردت عليها كلمة جائز معكوسة، كما وجدت بعض المسكوكات العائدة للنصف الثاني من القرن الأول الهجري تحتوي على بعض الكلمات المكتوبة بطريقة معكوسة، منها واحدة حملة مكان ضربها فلسطين منقوشة بطريقة معكوسة، وأخرى تحمل مكان ضربها حلب منقوشة أيضًا بطريقة معكوسة، كما وجد فلس من فلوس عبد الملك بن مروان نقش عليه عبد الله عبد الملك بن مروان بطريقة معكوسة. تُعتبر الكتابات المعكوسة على المسكوكات ناتجة عن خطأ وقع فيه ناقشوا قوالب السك، إذ كتبوا على قوالب سك العملة بطريقة معتدلة، فخرجت بعد سكها على القطعة المعدنية كتابة معكوسة، في حين أن الحال عكس ذلك مع النقوش الثلاثة، فقد كُتبت بأسلوب معكوس عن قصد ودراية.

## التسجيل في اليونسكو
في 30 مارس 2020، وبناءً على اقتراحٍ تقدّمت به المملكة العربية السعودية، سلّمت المنظمة العربية للتربية والثقافة والعلوم (الألكسو) الملفّ العربي المُشترك إلى الأمانة العامّة لمنظمة الأمم المتحدة للتربية والعلم والثقافة "اليونيسكو"، لتسجيل عُنصر «فنون الخطّ العربيّ: المهارات والمعارف والمُمارسات» لإدراجه في القائمة التمثيليّة للتراث الثقافي غير المادي للبشريّة. وفي 14 ديسمبر 2021، أدرجت منظمة اليونيسكو الخط العربي على القائمة التمثيلية للتراث الثقافي غير المادي في 16 دولةً عربيّةً تقدّمت بطلب تسجيلها في الملف المشترك وهي: السعودية، والجزائر، والبحرين، ومصر، والعراق، والأردن، والكويت، ولبنان، وموريتانيا، والمغرب، وعمان، وفلسطين، والسودان، وتونس، والإمارات العربية المتحدة، واليمن.

## هوامش
- 1: «الظلة» هي سحابة أظلت قوم شعيب بعد حر شديد أصابهم، فأمطرت عليهم نارًا فاحترقوا.
- 2: «الطورانية» نسبة إلى طوران وهي بلاد تركستان، واسم طوران في الأصل اسم أطلقه الأتراك على بلادهم.
- 3: «الآرية» هي اللغات الآرية أو الهندية الأوروبية، وتدعى أيضًا اليافيثية نسبة إلى يافت بن نوح، وتنقسم إلى جنوبية، وهي لغات جنوب آسيا منها السنسكريتية وفروعها الهندية والفارسية والأفغانية والكردية والأرمينية. وشمالية ومنها لغات أوروبا والسنسكريتية وهي لغة الهنود القديمة.
- 4: «المرآتية» مصطلح يقصد به الكتابات الإسلامية المتأخرة التي امتازت بالتناظر والتقابل، كما يطلق عليها المثنى، وعرفت أيضًا بالكتابة المعكوسة أو المتعاكسة.

## وصلات خارجية
- أساليب فن الخط العربي
- الخط العربي قبل الإسلام
- أنواع الخطوط العربية

| الحروف العربية الأصل        | الحروف العربية الأصل | الحروف العربية الأصل | الحروف العربية الأصل | الحروف العربية الأصل | الحروف العربية الأصل | الحروف العربية الأصل | الحروف العربية الأصل | الحروف العربية الأصل | الحروف العربية الأصل | الحروف العربية الأصل | الحروف العربية الأصل | الحروف العربية الأصل | الحروف العربية الأصل | الحروف العربية الأصل | الحروف العربية الأصل | الحروف العربية الأصل | الحروف العربية الأصل | الحروف العربية الأصل | الحروف العربية الأصل | الحروف العربية الأصل | الحروف العربية الأصل | الحروف العربية الأصل | الحروف العربية الأصل | الحروف العربية الأصل | الحروف العربية الأصل | الحروف العربية الأصل | الحروف العربية الأصل |
| --------------------------- | -------------------- | -------------------- | -------------------- | -------------------- | -------------------- | -------------------- | -------------------- | -------------------- | -------------------- | -------------------- | -------------------- | -------------------- | -------------------- | -------------------- | -------------------- | -------------------- | -------------------- | -------------------- | -------------------- | -------------------- | -------------------- | -------------------- | -------------------- | -------------------- | -------------------- | -------------------- | -------------------- |
| ألف                         | باء                  | تاء                  | ثاء                  | جيم                  | حاء                  | خاء                  | دال                  | ذال                  | راء                  | زاي                  | سين                  | شين                  | صاد                  | ضاد                  | طاء                  | ظاء                  | عين                  | غين                  | فاء                  | قاف                  | كاف                  | لام                  | ميم                  | نون                  | هاء                  | واو                  | ياء                  |
| تاريخ · اشتقاق · خط · تشكيل |                      |                      |                      |                      |                      |                      |                      |                      |                      |                      |                      |                      |                      |                      |                      |                      |                      |                      |                      |                      |                      |                      |                      |                      |                      |                      |                      |